# المسيحية في التشيك

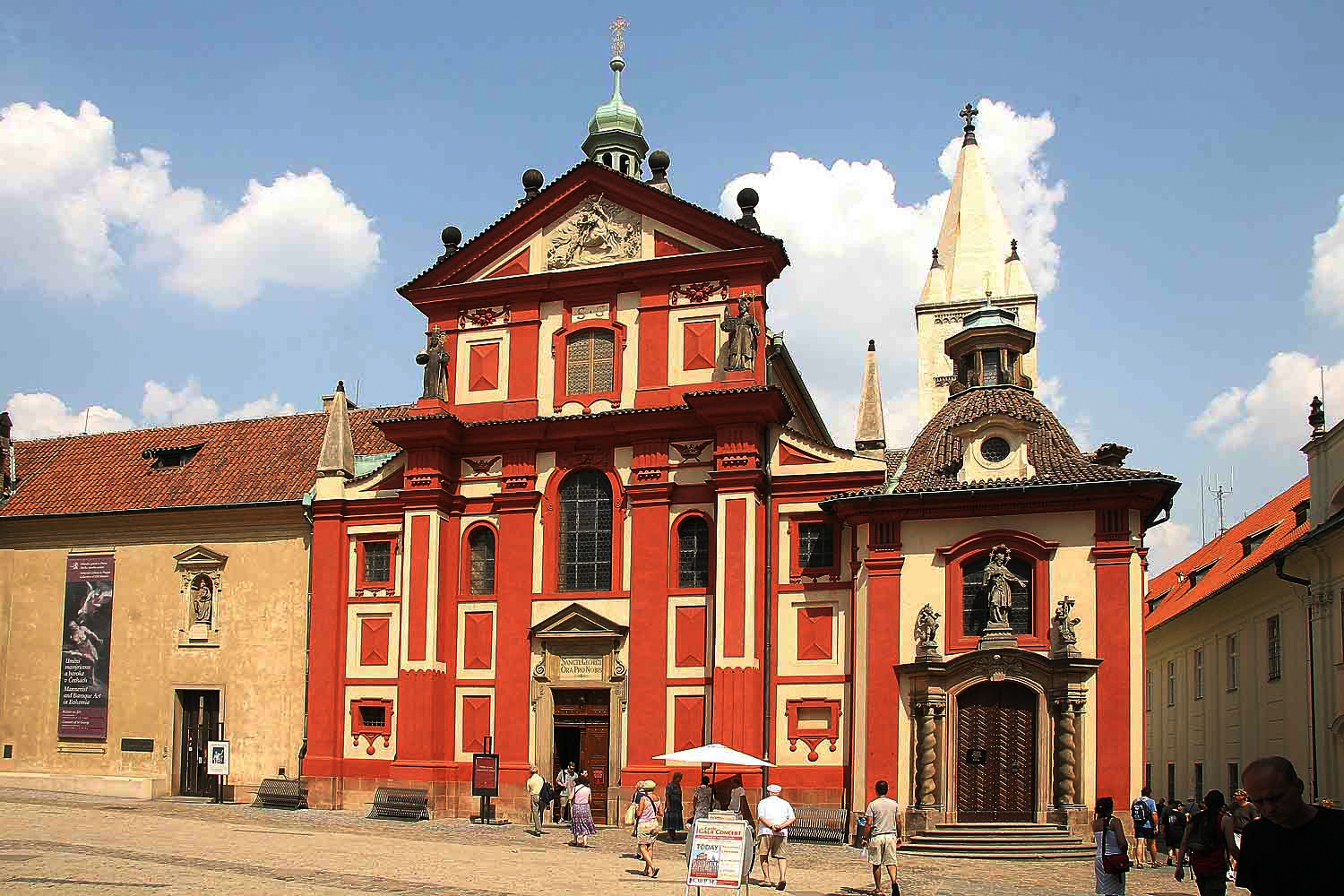
بازيليكا القديس جورج، قلعة براغ.

للمسيحية في التشيك تاريخ طويل ومتجذر، تعد المسيحية تاريخيًا أكبر ديانة في الأراضي التشيكيَّة، حيث كان أغلب التشيك من المسيحيين حتى القرن العشرين. وقد تحولت التشيك تدريجيًا من الوثنية إلى المسيحية بين القرنين الثامن والعاشر، وتم أعتماد المسيحية رسميًا كدين الدولة عقب تنصر بوزيفوي الأول دوق بوهيميا، على يد كيرلس وميثوديوس. ومنذ القرن السادس عشر كانت جمهورية التشيك بلد كاثوليكي، ووفقًا لإحصائية تعود إلى عام 1901 شكّل الكاثوليك نسبة 86.2% من سكان جمهورية التشيك.
اتسم الشعب التشيكي تاريخيًّا بالتسامح واللا مبالاة تجاه الدين، وأثرّ الحكم الشيوعي سلبًا على الممارسة والدينية والتدين في التشيك، حيث تُعد اليوم جمهورية التشيك واحدة من أقل الدول المتدينة في العالم. وجدت إحصائيّة معهد بيو سنة 2010 أن حوالي 39.4% من سكان جمهورية التشيك من المسيحيين أي حوالي 4,140,000 نسمة، وبحسب نفس الدراسة تأتي الكنيسة الرومانية الكاثوليكية في مقدمة الطوائف المسيحية. في حين وفقًا لتعداد السكان عام 2011 كان حوالي 34.2% من السكان ليس لديهم دين، في حين كان 10.3% من أتباع الكنيسة الرومانية الكاثوليكية، وشكَّل البروتستانت 0.8% من السكان، (0.5% لوثريين و0.4% من الهوسيون)، في حين لم يجب 45.2% من السكان على سؤال حول الدين. ووجدت دراسة يوروباروميتر عام 2012 أن حوالي 34% من سكان جمهورية التشيك من المسيحيين.

## تاريخ

### العصور الوسطى المبكرة

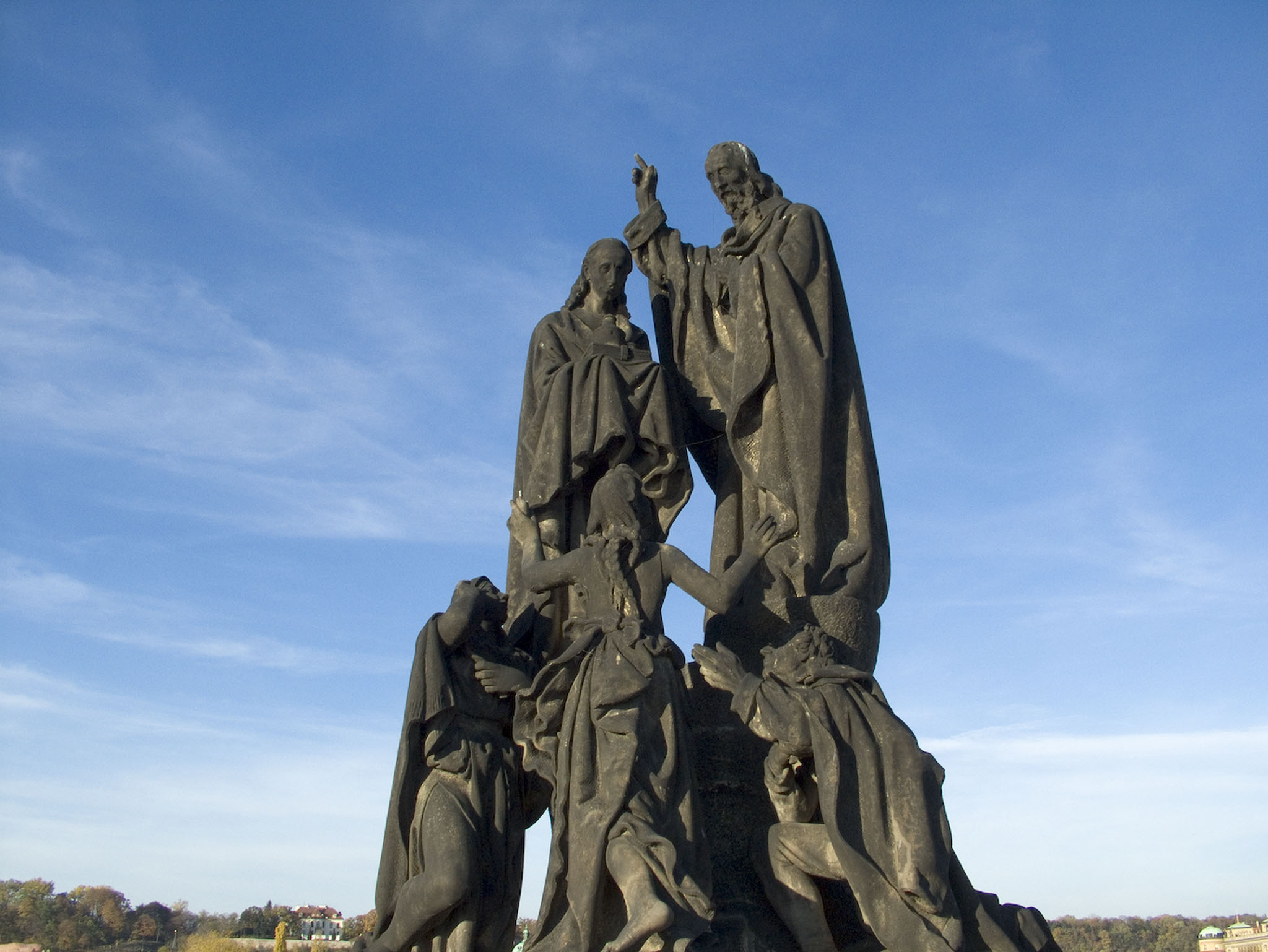
نصب كيرلس وميثوديوس في جسر كارل، براغ.

قدم آوائل المبشرين المسيحيين في مورافيا من أبرشية باساو، وريغنسبورغ، وسالزبورغ. حيث جذبت طريقة حياة الأرستقراطية الخاصة بالفرنجة كل من زعماء مورافيا وبوهيميا والتي ربطوها مع المسيحية. وكان اعتماد الإيمان الجديد في البداية هو قرار شخصي لأفراد من الطبقة الأرستقراطيَّة. على الرغم من ذلك لم يتم اكتشاف أي أدوات متصلة بالمسيحيَّة والتي يمكن أن تعود إلى الفترة قبل منتصف القرن التاسع في بوهيميا. كتب فولادا أن «أربعة عشر من دوقات البوهيميين» زار لودفيش الجرماني في ريغنسبورغ حيث تلقوا سر المعمودية في 13 يناير من عام 845. وأعرب الزعماء التشيكيين عن أملهم في أن يساهم تحويلهم للمسيحية في الحفاظ على السلام مع الفرنجة، الأ أنهم سرعان ما عادوا إلى الوثنية بعد أن غزا لودفيش الجرماني مورافيا المسيحيَّة وعيَّن موجمير الأول في عام 846. قام ابن شقيق موجمير الأول وخليفته، الدوق راستسلاف (846-860) بطلب من الكرسي الرسولي بإرسال المبشرين وذلك في عام 860. ومع ذلك، لم يتم تلبيه طلبه، فقام بإرسال مبعوثين إلى القسطنطينية لطب إرسال مجموعة من المبشرين، فأرسل الإمبراطور ميخائيل الثالث والبطريرك فوتيوس الأخوان كيرلس وميثوديوس، اللذان كانا يجيدان السلافية. وصل الأخوان كيرلس وميثوديوس إلى مورافيا في عام 863 أو عام 864. كانوا يستخدمون العاميَّة ليس فقط في التعليم ولكن أيضًا في القداس، مما مكنهم من تعزيز العنصر المحلي من رجال الدين. وفي عام 863 بدأا عملهما بين السلاف مستعملين اللغة السلافية في الصلاة والليتورجيا، وقاما بترجمة الكتاب المقدس إلى اللغة التي عرفت لاحقًا باسم اللغة السلافيَّة الكنسيَّة القديمة، وقاموا بابتكار الأبجدية السلافية المبنية أساسًا على طابع الحرف اليوناني والتي لا تزال تستعمل بشكلها السيريلي النهائي في الأبجدية المعاصرة في اللغة الروسية وفي مجموعة من اللغات السلافية الأخرى.

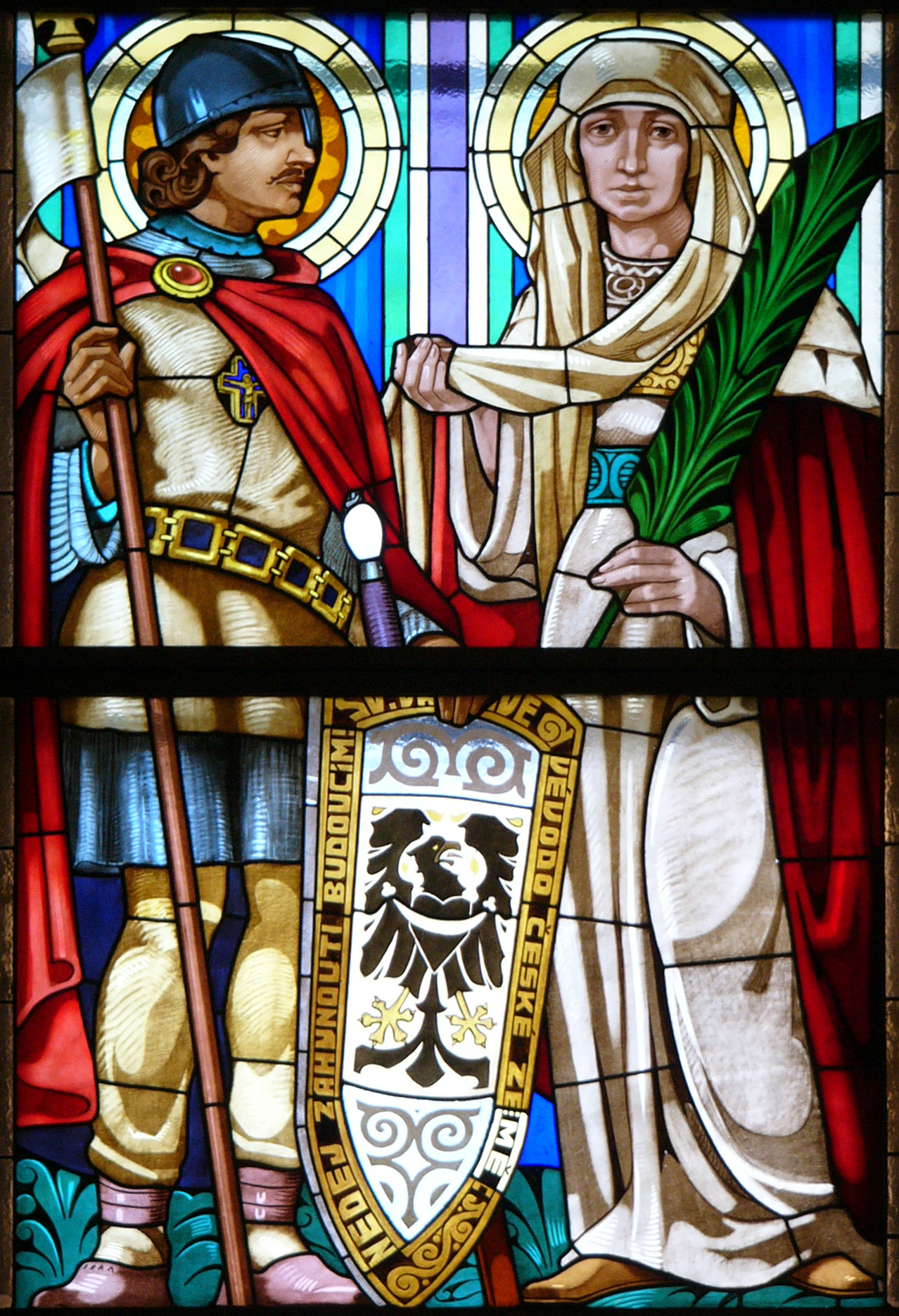
زجاجيَّة تصور القديسة لودميلا وحفيدها وينسلاوس الأول، في كاتدرائية كيرلس وميثوديوس في مدينة أولوموتس.

وقد تسبب نجاح المبشرين البيزنطيين كيرلس وميثوديوس في نزاعات مع الفرنجة الذين اتهموا الشقيقين بنشر البدعة في الكرسي الرسولي. ولدى سماع ذلك، زار كيرلس وميثوديوس روما حيث أقر البابا أدريان الثاني استخدام السلافيَّة في الليتورجيا ورسم تلاميذهم كهنة في عام 869. ودخل كيرلس دير في روما، لكنه توفي في 14 فبراير من عام 869. على الرغم من أن البابا رسم ميثوديوس أسقف سرميوم الواقعة في الأراضي الصربيَّة، الأ أنه تم اعتقاله من قبل القراصنة الألمان خلال سفره من روما. وعاد لاحقًا إلى مورافيا بعد أن قام البابا يوحنا الثامن بالتوسط لإطلاق سراحه في عام 873. وحصل ميثوديوس على الولاية القضائيَّة على جميع الكنائس الواقعة في أراضي مورافيا. قام ميثوديوس يتعميد دوق بوهيمي يدعى بوزيفوي الأول (872-889) والذي كان رئيسًا لسلالة بوميسليد الناشئة. وسرعان ما بنى الدوق كنيسة في ليفو هراديتش، ولكن رعاياه الذين أصروا على الوثنية قاموا بمحاربته وطرده. وبمساعدة سفاتوبلوك الأول، عاد بوزيفوي إلى بوهيميا وهزم أعدائه في حوالي عام 885. وقام ببناء كنيسة جديدة في قلعة براغ. مع موت ميثوديوس في 6 أبريل من عام 885. استغل خصومه وفاته وأقنعوا البابا ستيفان الخامس بمنع استخدام العاميَّة في الليتورجيا. وسرعان ما قام سفاتوبلوك بطرد تلاميذ ميثوديوس من إمبراطوريته. وتفككت مورافيا بعد وصول المجريين الذين قاموا بغزوا الأراضي المورافيَّة بين عام 903 وعام 906.
لعب دوق بوهيميا سبيتيهنوف الأول (894-915) دورًا بارزًا في تطور منظمة الكنيسة. وخلال حقبة الدوق وينسلاوس الأول (921–935) كان العديد من الكهنة المعروفين من هذه الفترة، بما في ذلك كراستج في ستارا بوليسلاف وأوسن في بوديتش من سكان مورافيا المحليين. وأصبحت لودميلا جدة وينسلاوس الأول أول قديسة محليَّة. وكانت قد قتلت في عام 921 بسبب صراعاتها مع زوجة إبنها، دراهوميرا (والدة وينسيسلاوس). وبدأت تبجيلها في حوالي عقد 925 في عهد حفيدها. ومع مقتل حفيدها وينسيسلاوس الأول أصبح هو أيضًا موضوع تبجيل. وأصبح القديس وراعي بلاد التشيك و«الأمير الأبدي» لبوهيميا في نهاية القرن. وذكرت أساطير وينسيسلاوس الأول بين الأعمال الأولى للأدب المحلي. حيث كان الاستخدام الموازي لللاتينية واللغة السلافيَّة الكنسيَّة القديمة في السياق الديني هو السمة البارزة لهذه النصوص. على سبيل المثال، كانت الأسطورة الأولى لوينسيسلاوس مكتوبة باللغة اللاتينية في عقد 960، لكن النسخة السلافية الكنيسة القديمة ظهرت أيضًا في وقت قصير. هزم شقيق وينسيسلاوس الأمير بوليسلاوس الأول (935-972) عددًا من الدوقات البوهيمية التي عارضت حكمه، وأقام حصون جديدة في جميع أنحاء بوهيميا، ويقول كوزماس من براغ أنَّ بولسلاوس الأول «بني عشرين كنيسة للدين المسيحي» في عهده. وكانت أقدم الكنائس في بوهيميا مبنية على نمط الإنشاءات الخشبية. كما تم بناء كنيسة المخصصة للعذراء في قلعة براغ والتي كانت أول كنيسة مبينة من الحجر في البلاد. وأمر بولسلاوس الأول بإغلاق الأسواق المعقودة في حصونه يوم الأحد من أجل إقناع رعاياه لحضور القداس يوم الأحد. كما أذن البابا يوحنا الثالث عشر له بإنشاء أسقفيتين في أراضيه عام 962. أنشأ بوليسلاوس الثاني (967-999) دير القديس جورج للراهبات البنديكتين في براغ. وكانت شقيقته ملادا أول الراهبات، والتي مثلته خلال في مناقشاته مع الكرسي الرسولي بشأن تأسيس كرسي الأساقفة التشيكي. وتم إنشاء أسقفية براغ ومورافيا، في نهاية المطاف في عام 975. وأصبح مقر رئيس الأساقفة في ماينز.

### العصور الوسطى المتوسطة

كاتدرائية القديس فيتوس في قلعة براغ.

أصبح أدالبرت القادم من سلالة سلافنيك القوية، أسقف مدينة براغ في حوالي عام 983. وبحسب شهادة الإمبراطور هنري الرابع من عام 1086 وصفت حدود أبرشيَّة المطران أدالبرت. ووفقًا للشهادة، شملت ولاية الأسقف أدالبرت كلاً من بوهيميا ومورافيا، إلى جانب أجزاء من سيليزيا، وبولندا الصغرى (بما في ذلك كراكوف)، وسلوفاكيا الحديثة التي انتمت أيضًا إلى الأسقفية في أواخر القرن العاشر. حاول الأسقف أدالبرت حاول تعزيز القيم المسيحية في أبرشيته، على سبيل المثال من خلال إدانة لتعدد الزوجات. ومع ذلك، فشل في جهوده وغادر لإيطاليا في عام 988 أو 989. ومن ثم عاد إلى براغ بناءًا على طلب بوليسلاوس الثاني في عام 992. وفي العام الذي أسس مع الدوق دير بيفنوف للرهبان البينديكتين. وغادر المطران أدالبرت مرة أخرى إلى روما قبل مجزرة حصلت ضد أقاربه من قبل الدوق في عام 995. وقد قتل أدالبرت من قبل قبائل البروسيانز الوثنية في عام 997. وبدأ تطويبه في عام 999 من قبل الإمبراطور أوتو الثالث. تم أدالبرت في البداية في كاتدرائية غنيزنو في بولندا، لكن قام الدوق ريتيسلاوس الأول (1035-1055) بإستراجع جسده لبراغ. وفي هذه المناسبة، أصدر الدوق في عام 1039 مراسيم تنص على التقيد العام بالعادات المسيحيَّة، بما في ذلك حظر العمل أيام الآحاد وفي أيام الأعياد المسيحية وحظَّر الدفن خارج المقابر المسيحية. وقد تم ترميم الأبرشية في مورافيا، والتي كان كرسيها مدينة أولوموتس خلال حقبة الدوق فراتيسلاوس الثاني (1061-1092)، على الرغم من أن أخيه المطران جارومير من براغ (1068-1090) بذل كل الجهود الممكنة لعرقلة تقسيم أبرشيته. وبالمثل، فإن إنشاء قسم فيسهراد الخاص بالأثرياء في حوالي عام 1070، والذي كان تابعًا مباشرة للكرسي الرسولي، قلل من قوة أساقفة براغ. من ناحية أخرى، تم إنشاءكاتدرائية القديس فيتوس تعد الكاتدرائية مثال ممتاز عن العمارة القوطية، وتقع الكاتدرائية داخل قلعة براغ والتي تحتوي على قبور العديد من الملوك البوهيمين وأباطرة الإمبراطورية الرومانية المقدسة، تقع الكاتدرائية تحت ملكية الحكومة التشيكية كجزء من مجمع قلعة براغ. تم بناء كاتدرائية جديدة في أولوموتس خلال حقبة المطران جيندويتش زديك (1126-1150) والذي نقل كرسيه إلى القلعة في المدينة.

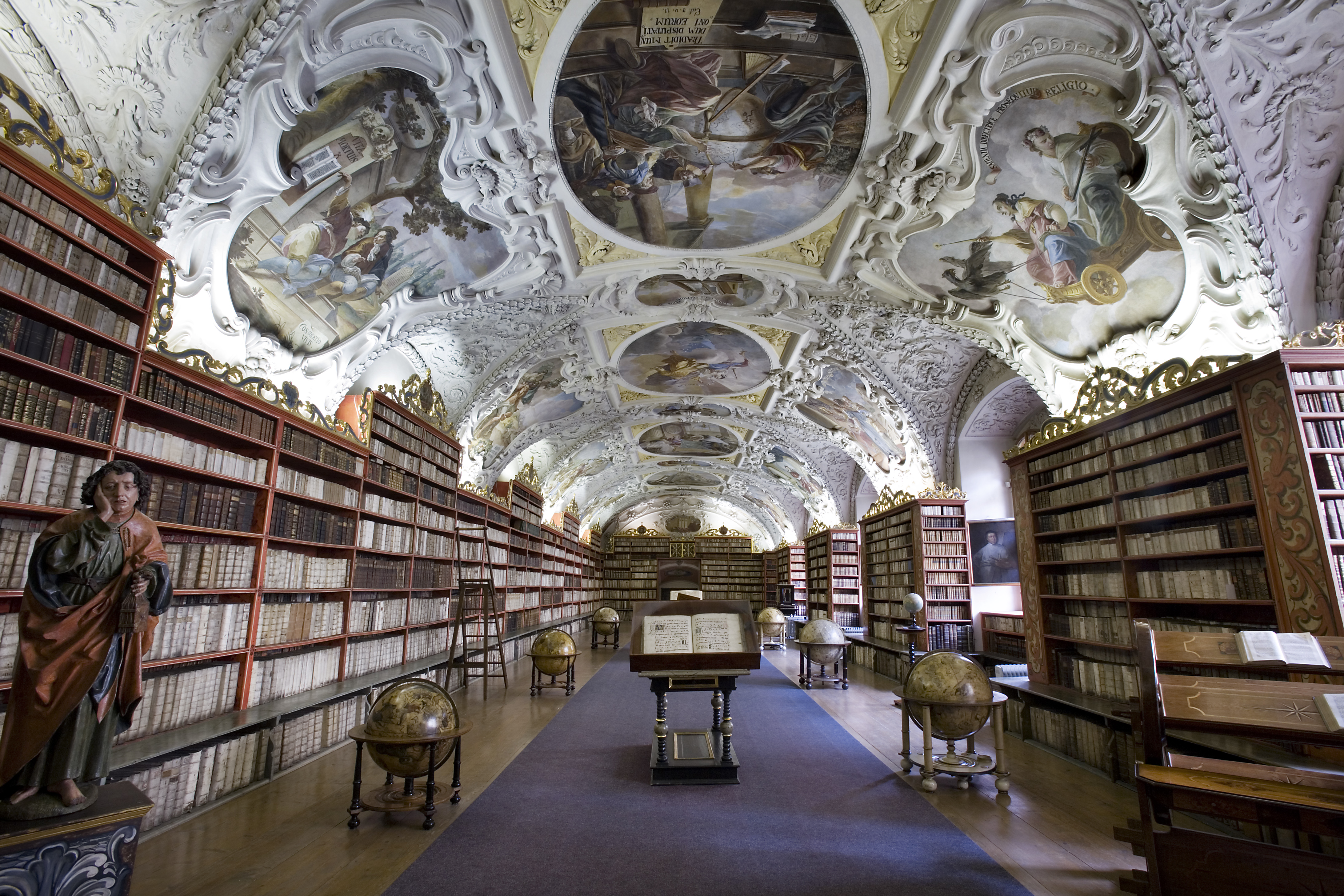
مكتبة دير ستراهوف، كان الدير ومكتبته مركزًا للفكر والعلم في الأراضي التشيكيَّة.

تطور نظام الكنيسة المحليَّة بعد أن أجاز الممثل البابوي الكاردينال غيدو للأساقفة التشيكيين لتحديد حدود الرعايا في أبرشياتهم في عام 1143. كما ساهم تشييد الكاتدرائيات جديدة لتطوير مدارس الكاتدرائية التي نظمت وفقًا لفقة القانون الكنسي المعاصر، وتحولت هذه المؤسسات إلى مراكز تعليم متقدمة، ومتطورة في كثير من الأحيان وشكلت نقطة انطلاق لكثير من الإنجازات في أوروبا الوسطى، وفي وقت لاحق شجعت على حرية البحث وخرّجت مجموعة كبيرة ومتنوعة من العلماء والفلاسفة. وبينما حاولت الكنيسة فرض العزوبية على رجال الدين، الا أنَّ زواج الكهنة بقي واسع الانتشار بين رجال الدين حتى نهاية القرن الثاني عشر.
في القرنين الحادي عشر والثاني عشر تم تأسيس عدد من الأديرة الجديدة في الأراضي التشيكية، ومعظمهم من قبل الدوقات. هذه الاديرة الجديدة حافظت على الحِرف التقليدية والمهارات الفنيّة وحافظت أيضًا على الثقافة الفكرية والمخطوطات القديمة داخل مدارسها ومكتباتها. فضلًا عن توفير حياة روحية لرهبانها، كانت الأديرة أيضًا مركز إنتاج زراعي واقتصادي، لا سيما في المناطق النائية، وأصبحت الأديرة إحدى القنوات الرئيسية للحضارة. وأصبح دير سازافا التي أنشأ في حوالي عام 1032 مركزًا مهمًا للأدب السلافي،  أما دير ستراهوف الذي بنى عام 1143 أصبح مركزًا للعلم والمعرفة وتعد مكتبة الدير واحدة من أغنى المكتبات في العصور الوسطى في العالم. أنشئت المزيد من الأديرة البنديكتينيَّة حتى منتصف القرن القرن الثاني عشر عندما وصلت أوامر رهبنة جديدة وأصبحت ذات شعبية في الأراضي التشيكية. وقام رهبان السيسترسيين بالإقامة لأول مرة في دير سيدليك بمبادرة من نبيل تشيكي يدعى ميروسلاف في عام 1142 أو 1143. وتم إنشاء أول دير لهم في ستراهوف في عام 1143 أو 1144.

### الإصلاح البروتستانتي

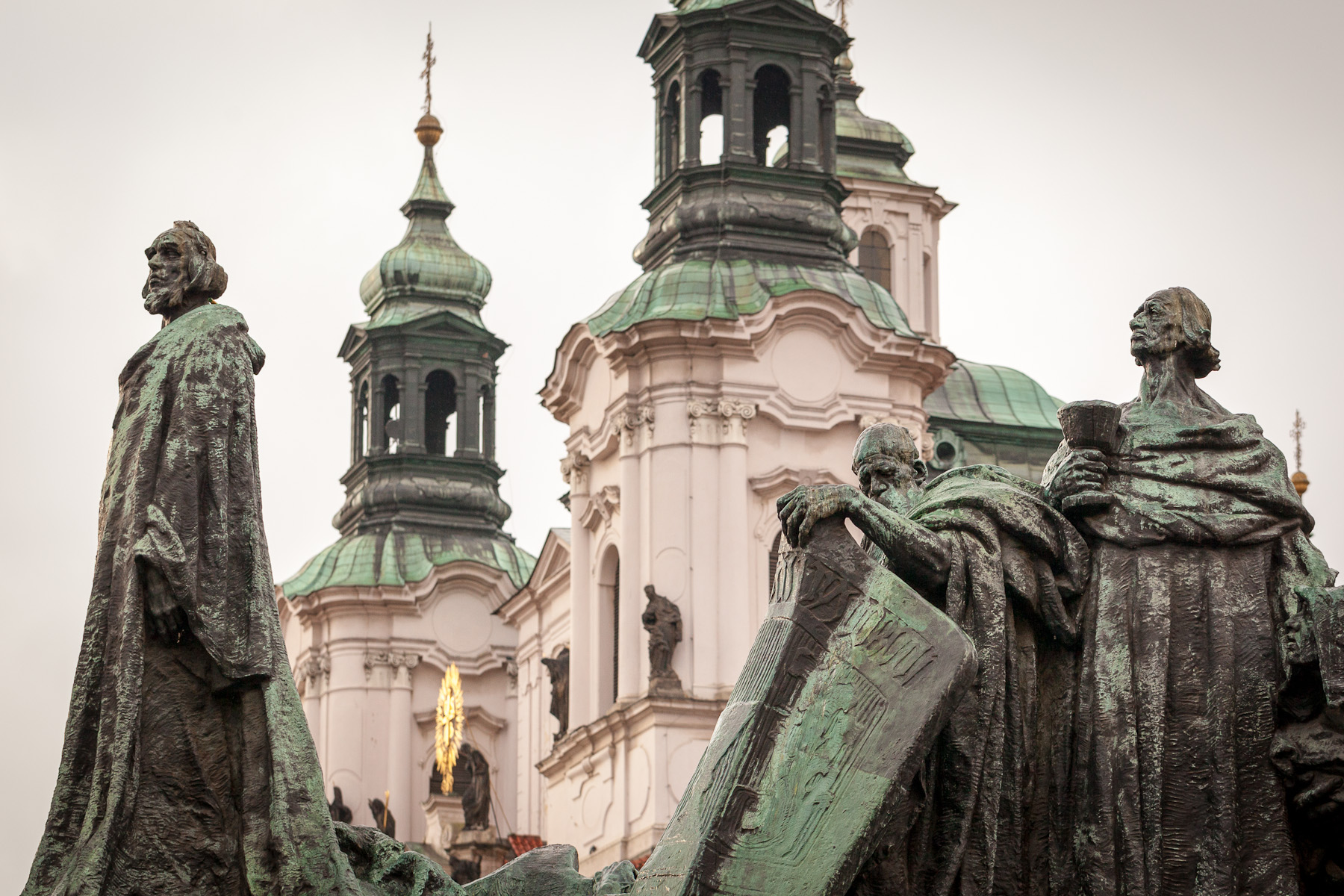
نصب جان هوس التذكاري في براغ.

بدأت حركة الإصلاح البوهيمي أو الإصلاح الهسي، والتي سبقت إصلاح مارتن لوثر في القرن السادس عشر في أراضي مملكة بوهيميا، وسعت لإصلاح الكنيسة الرومانية الكاثوليكية. واستمرت حركة الإصلاح البوهيمي لأكثر من 200 سنة، كان لها تأثير كبير على التطور التاريخي لأوروبا الوسطى، وتعتبر واحدة من أهم الحركات الدينيَّة والاجتماعيَّة والفكريَّة والسياسيّة في الفترة الحديثة المبكرة. كما أنتج الإصلاح البوهيمي أنتج أول كنيسة وطنية منفصلة عن سلطة روما، بالإضافة إلى أول كنيسة بروتستانتية سلميَّة. لم يكن الإصلاح البوهيمي حركة موحده داخليًا، وعلى الرغم من انقسام الهوسيون إلى العديد من المجموعات، وقد تم تقاسم بعض الخصائص منها النفور عن الثروة والقوة للكنيسة، والتركيز على الكتاب المقدس، والتبشير في اللغة العاميَّة، وعلى العلاقة المباشرة بين الله والإنسان. جنبًا إلى جنب مع الولدينيسية، يعتبر الإصلاح البوهيمي مقدمة للإصلاح البروتستانتي. ويُشار إلى هذه الحركات أحيانًا باسم الإصلاح الأول في تاريخ التشيك. على الرغم من تأثير حركات الإصلاح الألمانيَّة والسويسريَّة واصل الإصلاح البوهيمي النمو حتى تم قمعه خلال الثورة البوهيمية في عام 1620. ظلّت التشيك كاثوليكية في الغالب حتى القرن السادس عشر، عندما وقعت تحت تأثير الإصلاح البروتستانتي، وتواجدت تاريخيًا جماعات بروتستانتية هامة في البلاد على الأخص الهوسيون. بعد حركة الإصلاح البوهيمي، أصبح معظم سكان التشيك (حوالي 85%) من أتباع جان هوس، وبيتر تشيلسيكي وغيرهم من الإصلاحيين البروتستانت الإقليميين. قرر الملك المنتصر فرديناند الثاني إجبار كل مواطن في بوهيميا ومورافيا أن يكون من أتباع الكنيسة الرومانيَّة الكاثوليكيَّة تماشيًا مع مبدأ صلح أوغسبورغ عام 1555 "Cuius regio, eius religio" الذي سمح للأمراء الألمان باختيار إما اللوثرية أو الكاثوليكية ضمن أراضيهم، وتنتهي بتأكيد استقلالهم بدولهم. انتهى الإصلاح البوهيمي وانتشر في العالم البروتستانتي وفقد تدريجيُا تميزه.

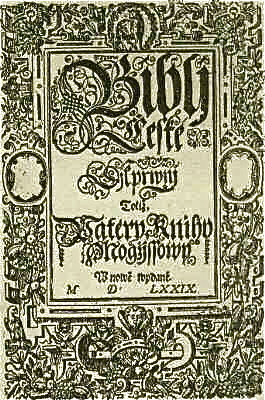
نسخة كرالس للكتاب المقدس، أول نسخة مطبوعة باللغة التشيكيَّة.

جلبت الهزيمة التي ألحقت بالبوهيميين في معركة الجبل الأبيض تغييرات دينية جذرية وبدأت سلسلة من الإجراءات المكثفة التي اتخذتها أسرة هابسبورغ الكاثوليكيَّة من أجل إعادة السكان التشيكيين إلى الكنيسة الرومانية الكاثوليكية. بعد استعادة آل هابسبورغ السيطرة على بوهيميا، تم تحويل الشعب التشيكي قسرًا إلى الكنيسة الرومانية الكاثوليكية. وتم طرد جميع أنواع المجتمعات البروتستانتية بما في ذلك فروع مختلفة من الهوسيون واللوثريين والإصلاحيين. على الرغم بقاء الكنيسة الكاثوليكية أكبر تجمع ديني في البلاد الا أنّ التشيك تاريخيًا انفصلت عن الكنيسة لأسباب قومية، بسبب سيادة آل هابسبورغ الكاثوليك، ومع تفكك الإمبراطورية النمساوية المجرية ظهرت الحركة الجماهيرية الشعبية المعاداة للنمسا وسيطرة رجال الدين.
وعلى الرغم من صدور براءة التسامح في عام 1781 من قبل الإمبراطور جوزيف الثاني الا أن هذا لم يؤد إلى احياء الإصلاح البوهيمي. حيث لم يقدر الإمبراطور جوزيف الثاني التقاليد الدينية البوهيمية، وبالتالي أعترف قانونيًا في أراضي تاج بوهيميا فقط باللوثرية، والكالفينية والأرثوذكسية الشرقية. ومن الكنائس التي حافظت على إرث الإصلاح البوهيمي كانت الكنيسة المورافية (بالتشيكيّة: Moravští bratři) وهي أقدم طائفة بروتستانتية. اسم هذه الكنيسة أتى من أتباعها الذين نفيوا إلى سكسونيا في سنة 1722 والذين أتوا من مورافيا وألتي تقع في جنوب شرق التشيك. وتأسست عام 1457 على يد يان هوس في كونفالد في بوهيميا، وقد عانى أتباع هذه الطائفة من الاضطهاد من قبل الإمبراطورية الرومانية المقدسة ومنهم يان هوس نفسه مؤسس الطائفة الذي حكم بالإعدام بتهمة الهرطقة وقد تم إعدامه حرقًا وقد حث المورافيين على الوحدة المسيحية والتقوى الشخصية والتبشير والترتيل.
تلقت الكنيسة الكاثوليكية الدعم من ملوك آل هابسبورغ، ومع انتشار حركات الإصلاح البروتستانتي قامت الكنيسة الكاثوليكيَّة بالإصلاح المضاد، ووصل اليسوعيين إلى البلاد ولعبوا دورًا برفع مستوى التعليم في البلاد؛ بالإضافة إلى الوعظ وتشغيل المدارس والمستشفيات، في حين كان مسؤولية الرهبان الدومينيكان البحث عن ومحاكمة الخارجين عن العقيدة الكاثوليكيَّة. وفي نفس الفترة قام القساوسة البروتستانت بترجمة الليتورجيا والكتاب المقدس للغة التشيكيَّة ودعيت النسخة الأولى من الكتاب المقدس باسم نسخة كراليس. ونشرت الترجمة التشيكية من الكتاب المقدس لأول مرة في ستة مجلدات بين عام 1579 وعام 1593.

### العصور الحديثة

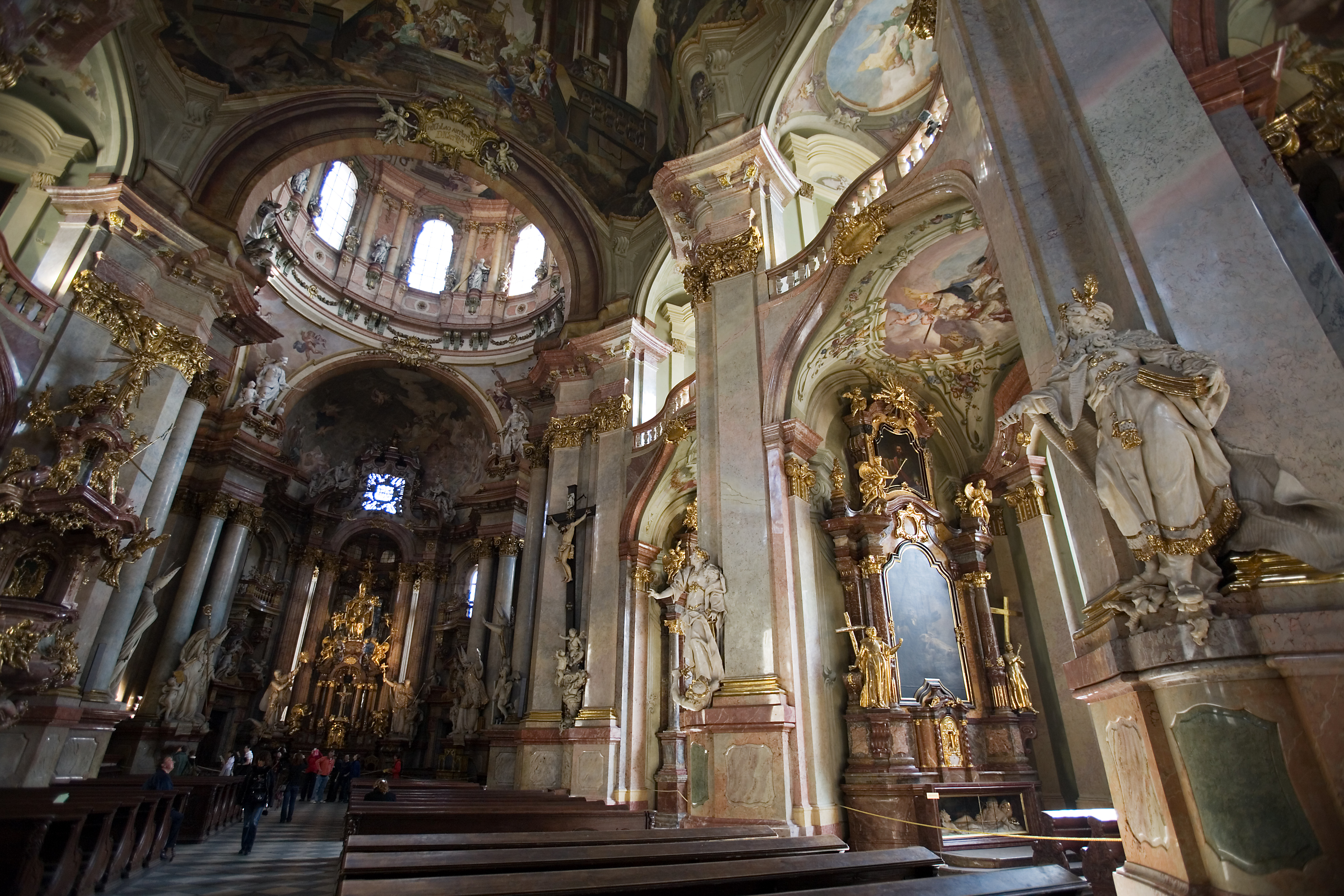
كاتدرائية القديس نقولا في مدينة براغ، بنيت على طراز الباروك.

في عام 1775 أعطت الامبراطورة ماريا تيريزا إذن رسمي لأتباع الكنيسة الأرمنية الكاثوليكية ليستقروا في الإمبراطورية النمساوية ومن ضمنها الأراضي التشيكيَّة. ومثل جميع أعضاء بيت آل هابسبورغ، كانت ماريا تيريزا كاثوليكيَّة تقيَّة. وأعربت عن اعتقادها بأن الوحدة الدينية ضرورية لحياة عامة سلميَّة ورفضت فكرة التسامح الديني. ومع ذلك، فإنها لم تسمح للكنيسة بالتدخل في الحياة السياسيَّة، وقامت بتأكيد لقبها الحاكم الحبري الذي أتخذته من الكرسي الرسولي في عام 1758 كتأكيد على سُلطتها السياديَّة في المسائل الكنيسة. وبناءًا على ذلك، أعادت تنظيم الأبرشيات الكاثوليكية دون موافقة الكرسي الرسولي، وأجرت إصلاحًا تعليميًا أنشأ نظامًا إلزاميًا للمدرسة، منفصلاً عن الكنيسة. وإبان الإمبراطورية النمساوية الهنغارية كانت التشيك جزءًا من النصف النمساوي في المملكة. وفي عام 1781 في عصر التنوير النمساوي، أصدر الإمبراطور جوزيف الثاني براءة التسامح التي سمحت في حرية العبادة في الإمبراطورية. أعلنت الحرية الدينية كحق دستوري وعززت مكانتها في الإمبراطورية النمساوية المجرية في عام 1867 كان النظام الملكي موطن لديانات عديدة بجوار الكنيسة الرومانية الكاثوليكية مثل الكنائس الكاثوليكية الشرقية، والكنيسة الصربية الأرثوذكسية، والكنيسة الرومانية الأرثوذكسية، والكنيسة الروسية الأرثوذكسية، والكنيسة البلغارية الأرثوذكسية (أعترفت النمسا بالكنيسة قبل اعتراف الدولة العثمانية بها بعدة قرون)، ومن الكنائس البروتستانتية كل من الكالفينية واللوثرية إلى جانب الديانة اليهودية. قام جوزيف الثاني (1780-1790) بحل جميع الجماعات الرهبانية التي لم تشارك في التدريس والتعليم، واستخدمت ممتلكاتهم لإنشاء عدد من الرعايا الجديدة، وفتح مدارس ابتدائية جديدة. كما انتهى الإصلاح المضاد عندما أصدر جوزيف الثاني وثيقة التسامح في عام 1781. وأزال معظم القيود المفروضة على العبادة غير الكاثوليكيَّة. وتمكن المؤمنين البروتستانت والأرثوذكس من أن يكونوا مؤهلين للخدمة في المكاتب الحكومية. في العقد المقبل سعى الكهنة الكاثوليك إلى تخليص أنفسهم من ما اعتبروه «كنيسة جوزيفينيست»، وبالتالي ظهرت أفكار أولترامونتانيسم بينهم.

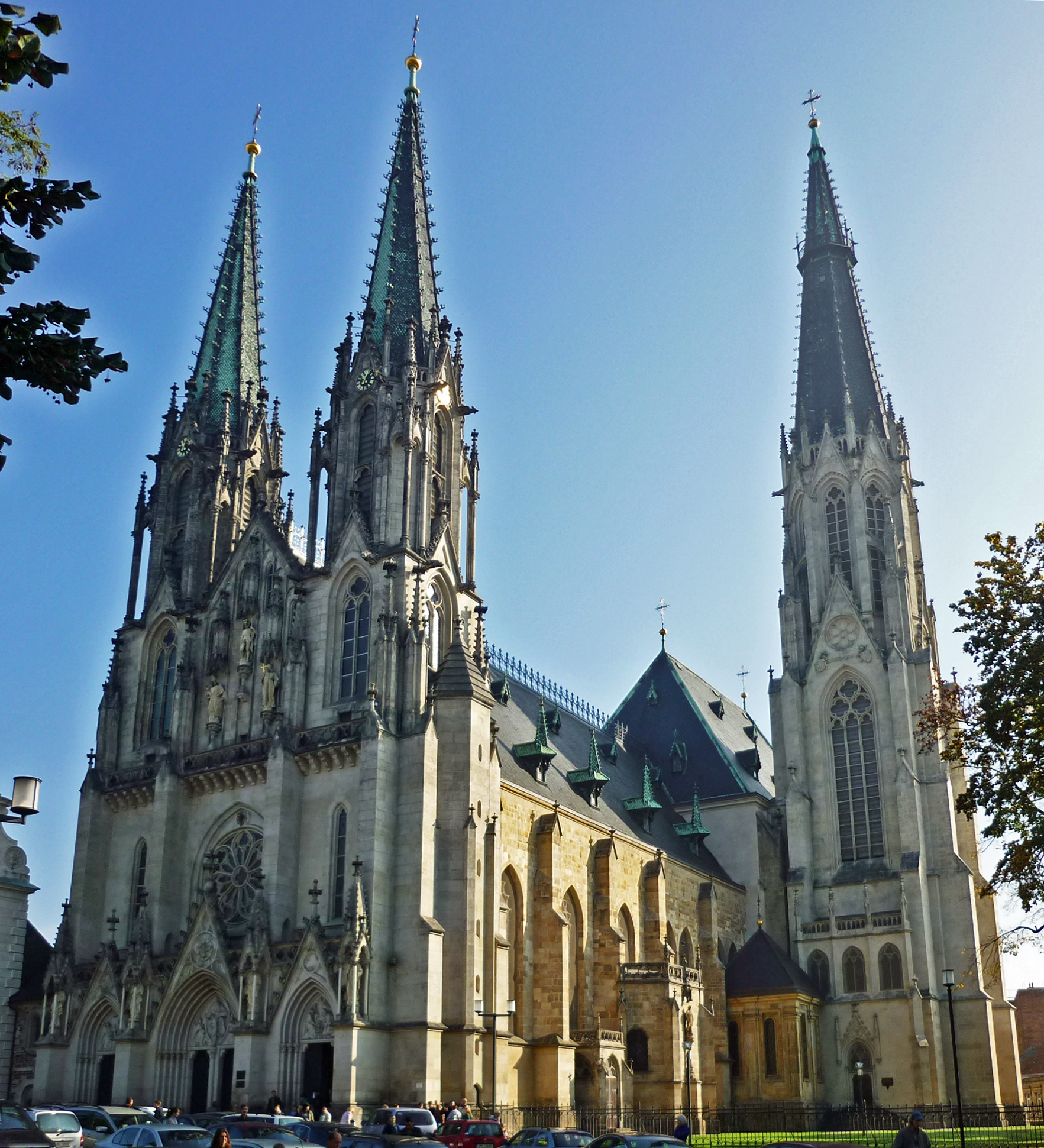
كاتدرائية القديس فاتسلاف في مدينة أولوموتس: أثرَّ النظام الشيوعي سلبًا على الحياة الدينية في التشيك.

في 8 يناير من عام 1920 إنفصلت الكنيسة الهوسية التشيكوسلوفاكية عن الكنيسة الرومانية الكاثوليكية في حقبة دولة تشيكوسلوفاكيا، وإتبعت تعاليم المصلحين الهوسيين مثل يان هوس، هذه الكنيسة تأسست بدعم من رئيس تشيكوسلوفاكيا توماس ماساريك. وبعد مؤتمر بريشوف عام 1950 عاد قسم آخر من التشيكيين المتكثلكين للأرثوذكسية كهنةً وشعبًا، فنمت كنيسة التشيك وسلوفاكيا الأرثوذكسية بما فيه الكفاية لتكوين أربع أسقفيات محلية وهي أسقفية براغ، وأسقفية أولوموتس، وأسقفية بريشوف وأسقفية ميخالوفتسي. واعترفت عندها الكنيسة الروسية الأرثوذكسية باستقلالية كنيسة تشيكوسلوفاكيا. خلال فترة محاولة التحرر من النظام الشيوعي والتي قاد حركتها ألكسندر دوبتشيك عام 1968، سببت أزمة الهوية بين الأرثوذكسية والتدخل والنفوذ الروسي السوفييتي بخسارة الكنيسة التشيكية الأرثوذكسية لعددٍ كبيرٍ من أتباعها لصالح الكاثوليكية والذين كانوا أساسًا من معتنقيها فيما مضى، فظهرت حينها الكنيسة اليونانية الكاثوليكية بشكل رسمي مسببة تقلص عدد الأرثوذكس في البلاد. على الرغم من أنه في عام 1947 تم إلغاء جميع أشكال التمييز ضد الطوائف الدينية، أصبحت الأنشطة الكنيسة تخضع لإشراف الدولة نتيجة لتطبيق النظام الشيوعي.
خلال توحيد تشيكوسلوفاكيا صادرت الحكومة الشيوعية معظم ممتلكات الكنيسة، على الرغم من أن بعضهم عاد لاحقًا. استولى النظام الشيوعي على السلطة في عام 1948 في ما كان يعرف آنذاك تشيكوسلوفاكيا، عانى المسيحيين والكهنة من الإضطهادات وصودرت جميع ممتلكات الكنائس. ثم سمح للكنائس بالعمل فقط تحت سيطرة الدولة الصارمة وثم الإشراف ودفع رواتب الكهنة من قبل الدولة. تم سجن أو إعدام عدد من الكهنة وذلك بسبب اقامة الشعائر الدينية بعيداً عن إشراف الشرطة السرية. إن السياسة الشيوعية المعتمدة على الأيديولوجية الماركسية اللينينة، جعلت الإلحاد المذهب الرسمي لتشيكوسلوفاكيا، وقد دعت الماركسية اللينينية باستمرار السيطرة والقمع، والقضاء على المعتقدات الدينية. وكانت الدولة ملتزمة بهدم الدين، ودمرت الكنائس والمساجد والمعابد، سَخِرت من القيادات الدينينة وعرضتهم للمضايقات ونفذت بهم أحكام الإعدام، وأغرقت المدارس ووسائل الإعلام بتعاليم الإلحاد، وبشكل عام روجت للإلحاد على أنه الحقيقة التي يجب على المجتمع تقبلها. بعد الثورة المخملية، عادت ممتلكات بعض الكنائس والأديرة.

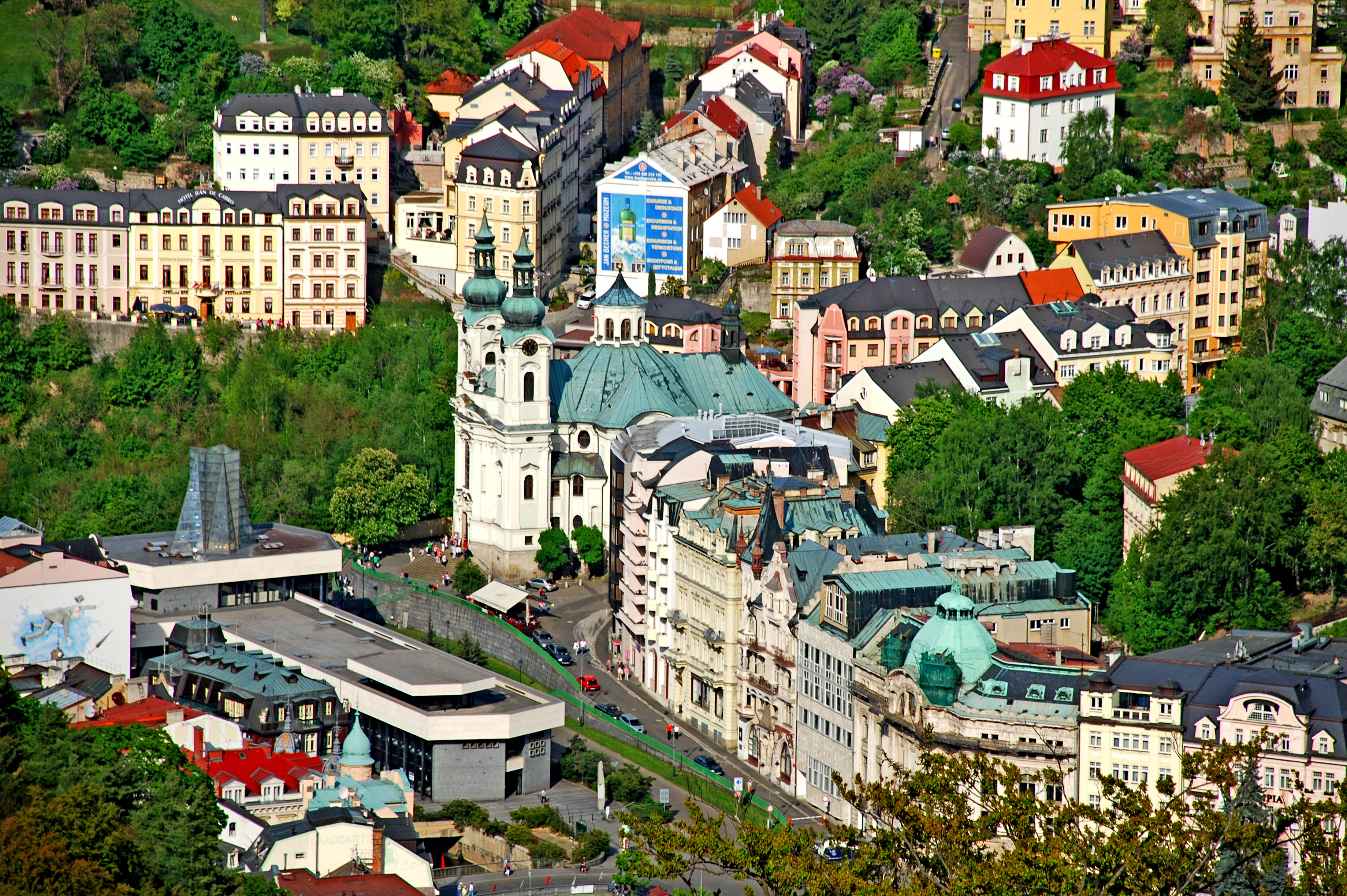
منظر لكنيسة القديسة مريم المجدلية في كارلوفي فاري.

بعد سقوط النظام الشيوعي، لم تعد الدولة تتدخل في شؤون الكنيسة بعد مرور قانون جديد بشأن الدين في عام 1990. بزر تناقص ديني بين الشعب التشيكي والسلوفاكي في تشيكوسلوفاكيا، بينما اتسم الشعب التشيكي تاريخيًّا بالتسامح ولا مبالاة تجاه الدين، كان السلوفاك من المتدينين وأكثر ارتباطًا بالهوية الكاثوليكية. وكان تأثير النظام الشيوعي سلبي على الحياة الدينية، وذلك على النقيض من البولنديين، حيث شهدت بولندا عودة إلى الدين والكاثوليكية بعد الحكم الشيوعي وحضور هام للدين في الحياة البولنديّة. ومع تأسيس جمهورية التشيك انخفضت نسبة أتباع الكاثوليكية من عام 1993 إلى عام 2001 انخفضت نسبة أتباع الكاثوليكية من 39% إلى 26.8% ومن ثم إلى 10.3%؛ وبالمثل انخفضت نسبة البروتستانت من 3.7% إلى 2.1% ثم إلى 0.8%. يُعتبر الكاثوليك أكبر المجموعات المسيحية في البلاد ويبلغ عددهم حوالي هناك 1,080,000 ويمثلون حوالي عٌشر مجموع السكان (تعداد 2011). هناك ثمانية من الأبرشيات في البلاد. وبالإضافة إلى ذلك، هناك سلطة دينية منفصلة لأولئك المنتمين إلى الطقوس البيزنطية الشرقية. وأصبحت كنيسة التشيك وسلوفاكيا الأرثوذكسية مستقلة عن بطريركية القسطنطينية المسكونية عام 1998، وهي مؤلفة من ثلاث أسقفيات يتبع لها أربعة أديرة، وتعتمد هذه الكنيسة التي يقدر عدد أتباعها بمئة وخمسين ألفًا بشكل كبير على البطريركية الروسية.

## ديموغرافيا

### تعداد السكان
| الديانة                                          | 1921       | 1921       | 1930       | 1930       | 1950      | 1950      | 1991       | 1991       | 2001       | 2001       | 2011       | 2011       |
| الديانة                                          | التعداد    | %          | التعداد    | %          | التعداد   | %         | التعداد    | %          | التعداد    | %          | التعداد    | %          |
| ------------------------------------------------ | ---------- | ---------- | ---------- | ---------- | --------- | --------- | ---------- | ---------- | ---------- | ---------- | ---------- | ---------- |
| المسيحية                                         | 8,974,423  | 89.7       | 9,668,948  | 90.5       | 8,287,957 | 93.1      | 4,486,296  | 43.5       | 3,028,941  | 29.5       | 1,317,087  | 12.6       |
| –الكنيسة الرومانية الكاثوليكية                   | 8,201,464  | 82.0       | 8,378,079  | 78.5       | 6,792,046 | 76.3      | 4,021,385  | 39.0       | 2,740,780  | 26.8       | 1,082,463  | 10.4       |
| –الكنيسة الروثينية الكاثوليكية                   | 9,307      | 0.1        | 12,149     | 0.1        | 32,862    | 0.4       | 7,030      | 0.1        | 7,675      | 0.1        | 9,883      | 0.1        |
| –الكنيسة الإنجيلية التشيكية الإخوة               | 231,199    | 2.3        | 290,994    | 2.7        | 401,729   | 4.5       | 203,996    | 2.0        | 117,212    | 1.1        | 51,858     | 0.5        |
| –الكنيسة الهوسية التشيكوسلوفاكية                 | 523,232    | 5.2        | 779,672    | 7.3        | 946,813   | 10.6      | 178,036    | 1.7        | 99,103     | 1.0        | 39,229     | 0.4        |
| –كنيسة سيليزيا الإنجيلية اعتراف أوغسبورغ         | -          | -          | 46,777     | 0.4        | 57,741    | 0.6       | 33,130     | 0.3        | 14,020     | 0.1        | 8,158      | 0.1        |
| –الكنيسة الألمانية الإنجيلية                     | -          | -          | 130,981    | 1.2        | 6,401     | 0.1       | -          | -          | -          | -          | -          | -          |
| –كنيسة التشيك وسلوفاكيا الأرثوذكسية              | 9,221      | 0.1        | 24,488     | 0.2        | 50,365    | 0.6       | 19,354     | 0.2        | 22,968     | 0.2        | 20,533     | 0.2        |
| –شهود يهوه                                       | -          | -          | -          | -          | -         | -         | 14,575     | 0.1        | 23,162     | 0.2        | 13,069     | 0.1        |
| –مسيحيون من دون طائفة محددة                      | -          | -          | 5,808      | 0.1        | -         | -         | 8,790      | 0.1        | 4,021      | 0.04       | 91,894     | 0.8        |
| يهودية                                           | 125,083    | 1.3        | 117,551    | 1.1        | 8,038     | 0.1       | 1,292      | 0.01       | 1,515      | 0.01       | 1,474      | 0.01       |
| مؤمنون في أديان ومعتقدات أخرى لم تذكر في القائمة | 168,046    | 1.7        | 53,743     | 0.5        | 57,287    | 0.6       | 36,146     | 0.4        | 257,641    | 2.5        | 75,190     | 0.7        |
| مؤمنون لكن غير تابعين لديانة                     | -          | -          | -          | -          | -         | -         | -          | -          | -          | -          | 705,368    | 6.8        |
| لادينيين                                         | 716,515    | 7.2        | 834,144    | 7.8        | 519,962   | 5.8       | 4,112,864  | 39.9       | 6,039,991  | 59.0       | 3,604,095  | 34.5       |
| لم يجب أو غير معروف                              | 1,564      | 0.01       | 834,144    | 7.8        | 22,889    | 0.3       | 1,665,617  | 16.2       | 901,981    | 8.8        | 4,662,455  | 44.7       |
| مجمل السكان                                      | 10,005,734 | 10,005,734 | 10,674,386 | 10,674,386 | 8,896,133 | 8,896,133 | 10,302,215 | 10,302,215 | 10,230,060 | 10,230,060 | 10,436,560 | 10,436,560 |

## الطوائف المسيحية

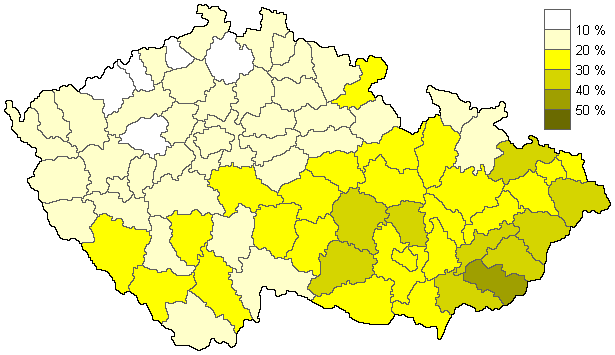
خارطة توضح نسبة المؤمنين حسب المقاطعات في جمهورية التشيك عام 2011.

تحول التشيكيون تدريجيًا إلى المسيحية من الوثنية السلافية بين القرنين التاسع والعاشر، وتاريخيًا كانت المسيحية أكبر دين في البلاد، حيث كان جميع التشيكيين تقريبًا من المسيحيين حتى القرن التاسع عشر. لكن مع تأثير النظام الشيوعي وسياسة إلحاد الدولة وحملة مناهضة المسيحية والاضطهادات بدأت المسيحية في الانخفاض منذ القرن العشرين؛ في عام 1921، كان 77.5% من السكان التشيكيين من الرومان الكاثوليك، وأنتمى 7.7% ينتمون إلى الكنيسة الهوسية التشيكوسلوفاكية وهي كنيسة مسيحية بروتستانتية إنفصلت من الكنيسة الرومانية الكاثوليكية بعد الحرب العالمية الأولى، و3.4% إلى الإخوة التشيك، وكان حوالي 0.3% من البروتستانت الآخرين، وحوالي 0.7% يهود، وحوالي 0.1% إلى فئة دينية أخرى، وكان 10.3% لادينيين. وفي تعداد عام السكان عام 1950 كان حوالي 94% من السكان من المسيحيين، لكن انحفضت هذه النسبة في عام 2011 حيث كان فقط 13.9% من سكان التشيك مسيحيين، ومنهم 10.5% كاثوليك و1% بروتستانت.
بحسب دراسة مركز بيو للأبحاث في عام 2015 عرّف حوالي 26% من سكان التشيك أنفسهم كمسيحيين، بالمقابل 72% من السكان كانوا لادينيين و1% من أتباع الديانات الأخرى، وتوزع المسيحيين بين 21% من أتباع الكنيسة الرومانية الكاثوليكية، وحوالي 4% مسيحيين آخرين و1% من أتباع الكنيسة الأرثوذكسية الشرقية. وفقاً لمركز بيو تربى نحو 34% من السكان على المسيحية، بينما يعتبر 26% من السكان مسيحيين في عام 2017، أي أن حوالي 85% ممن تربوا على المسيحية في جمهورية التشيك، يعرفون عن أنفسهم كمسيحيين اليوم.
شهدت الفترة الشيوعية لجمهورية تشيكوسلوفاكيا الاشتراكية (1960-1990) اضطهادًا شاسع النطاق للمسيحية ، مما ساهم في تدهورها، ولكنها أعاقت أيضًا ظهور أي بدائل في مجال الدين، بحيث استمرت المسيحية في احتكارها في التفسير الديني للعالم. فقط مع استعادة الديمقراطية بعد الثورة المخملية عام 1989 فتحت البلاد لانتشار الديانات غير المسيحية. وفقًا للباحث يان سبوستا ، فقدت المسيحية خلال القرن العشرين طابعها تدريجيًا على أنها الديانة التقليدية للشعب التشيكي، وتم التخلي عنها من قبل معظم الناس ليصبحوا لادينيين بينما تحولت قلة منهم إلى أديان أخرى. وجد سبوستا أيضًا أن المسيحيين في أوائل القرن الحادي والعشرين كانوا يميلون إلى أن يكونوا أكبر سناً من عامة السكان، وكانت الإناث أكثر احتمالاً بكثير من الذكور في البلاد للإيمان في المسيحية. ظلّت المسيحية أعلى نسبيًا في النسبة المئوية بين سكان المناطق الزراعية الجنوبية الشرقية من مورافيا، بينما كانت النسب منخفضة بالفعل في المدن الكبيرة والمناطق الصناعية الشمالية الغربية في بوهيميا.

### الكنيسة الرومانية الكاثوليكية

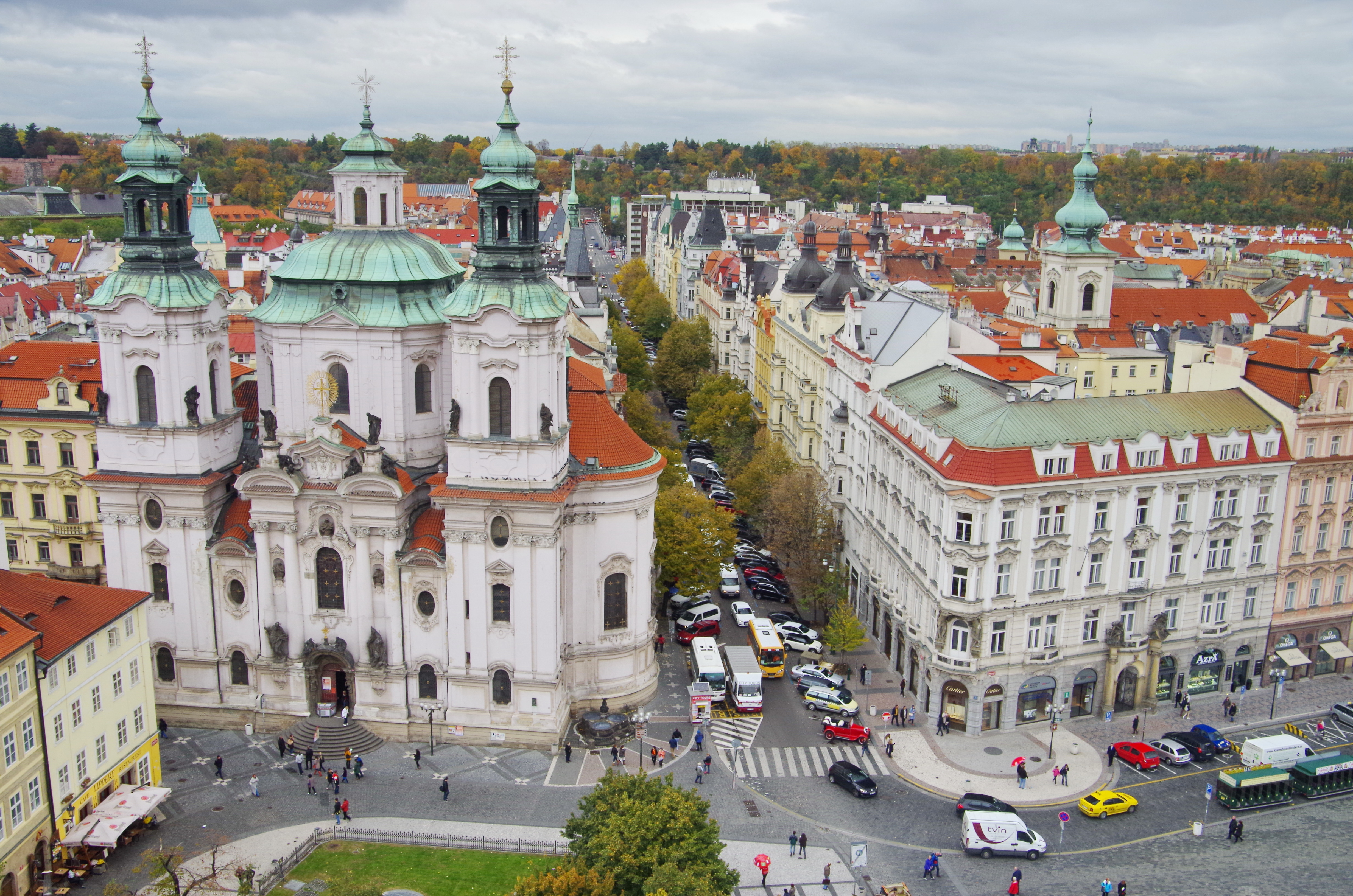
كاتدرائية القديس نيكولاس في مدينة براغ.

الكنيسة الكاثوليكية التشيكيَّة هي جزء من الكنيسة الكاثوليكية العالمية في ظل القيادة الروحية للبابا في روما والمؤتمر الأسقفي التشيكي. ويتوزع كاثوليك البلاد على أسقفية براغ وأولوموتس إلى جانب ستة أبرشيات. لعبت الكنيسة الرومانية الكاثوليكية دورًا هامًا سواء في الثقافة والسياسة التشيكية. تطورت في بلاط مملكة بوهيميا تقاليد وثقافة مسيحية مميزة، تشمل المعالم المعمارية والفنية المسيحية في أولوموتس وفي قلعة براغ وجسر تشارلز، بالإضافة إلى تقليد يسوع طفل براغ والذي كان موضوع لعدد من الأعمال الأدبية والموسيقية واللاهوتية والروحية والصوفية، وسوق عيد الميلاد في براغ وغيرها من المدن التشيكية، بالإضافة إلى تقاليد عيد الميلاد التشيكية مثل جيشيك ومأكولات عيد الميلاد وقداس الميلاد التشيكي وهو نوع أدب رعوي.
كانت الكاثوليكية الشكل الرئيسي للمسيحية التي مارسها التشيك بعد تحولهم القسري تحت حكم آل هابسبورغ، وخلال القرنين الثامن عشر والتاسع عشر، وفي عام 1910 كان 96.5% من سكان التشيك رومان كاثوليك. بدأ انخفاض عدد الكاثوليك في التشيك بعد الحرب العالمية وتفكك الإمبراطورية النمساوية المجرية بسبب انتشار الحركة الشعبيَّة المعادية للنمسا ولرجال الدين. خلال توحيد تشيكوسلوفاكيا في ظل النظام الشيوعي، ضد اضطهاد جميع الأديان، استُهدفت الكاثوليكية بعدوانية خاصة، حيث صادرت الحكومة معظم ممتلكات الكنيسة، على الرغم من أن بعضهم عاد لاحقًا. بعد الثورة المخملية في عام 1989 واستعادة الديمقراطية في الأراضي التشيكية، لم تتعاف الكاثوليكية واستمرت في فقدان أتباعها. في عام 1991 كان حوالي 39.0% من التشيك كاثوليك، ولكن الإيمان استمر في الانخفاض السريع منذ ذلك الحين. واعتبارًا من عام 2011 كان فقط 10.5% من التشيك يعتبرون أنفسهم كاثوليك، وهي نسبة تقرب من نسبة الكاثوليك في إنجلترا ذات الأكثرية البروتستانتية.
إن الاتجاه السريع عن الهوية الكاثوليكية والتحول للادينيَّة في الجمهورية التشيكية يتناقض تناقضًا صارخا مع الوضع في بولندا أو سلوفاكيا أو المجر المجاورة والتي تشهد نهضة روحية كبيرة حيث عاد إليها الملايين من سكان هذه الدول ويظهر ذلك في العودة للدين والتردد على الكنائس والصلوات. لا تزال الثقافة المسيحية تسيطر على المشهد السياحي والسياسي في التشيك؛ تعد كاتدرائية القديس فيتوس مثال ممتاز عن العمارة القوطية، وهي أكبر وأهم كنيسة في جمهورية التشيك. تقع الكاتدرائية داخل قلعة براغ والتي تحتوي على قبور العديد من الملوك البوهيمين وأباطرة الإمبراطورية الرومانية المقدسة، تقع الكاتدرائية تحت ملكية الحكومة التشيكية كجزء من مجمع قلعة براغ.

### البروتستانتية

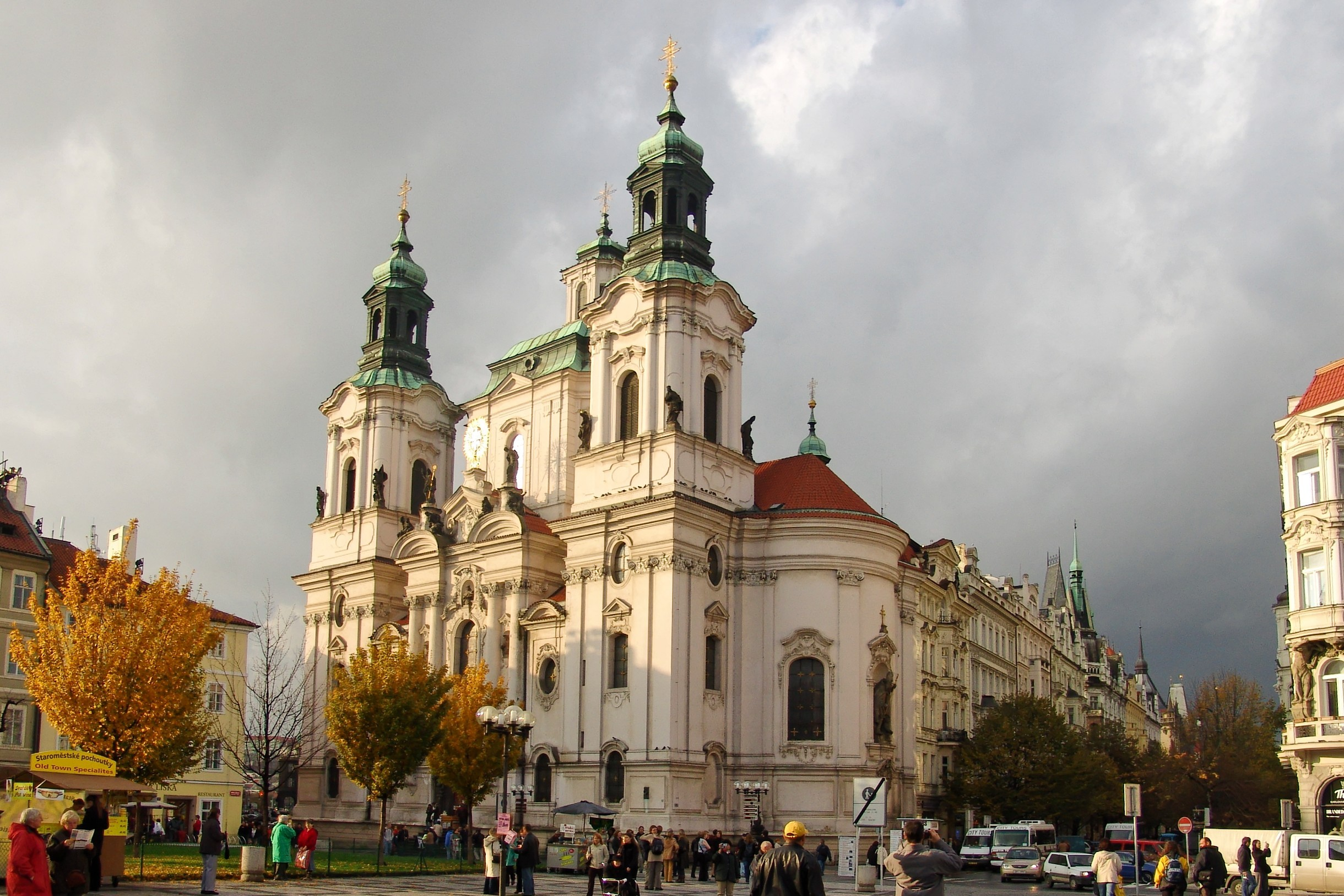
كنيسة القديس نيكولاس التابعة للكنيسة الهوسية التشيكوسلوفاكية في براغ.

تعتبر التشيك مسقط رأس المصطلح البروتستانتي يان هوس وحركة الهوسيون والكنيسة المورافية. في القرن الخامس عشر، شكل المصلح الديني والاجتماعي جان هوس حركة إصلاحيَّة سميت لاحقًا بإسمه، اقترح هس فكرة إصلاح الكنيسة في التشيك، واتبعه العديد من الناس في بلاده، وسموا، المعتدلين منهم بالهوسيتيين بينما أطلق اسم التابوريتيين على أتباعه الراديكاليين (التابوريتيون رفضوا أي إجراءات تتبعها الكنيسة لا يوجد لها أصل في الكتاب المقدس). اتهم يان هس من قبل الكنيسة الكاثوليكية بالهرطقة وأعدم حرقًا عام 1415. خلال القرنين التاليين، كان معظم التشيك من أتباع الهوسيين. بعد عام 1526 سيطر آل هابسبورغ على بوهيميا بشكل متزايد، وفي عام 1620، تم سحق التمرد في بوهيميا في معركة الجبل الأبيض، وبالتالي تم تعزيز الروابط بين بوهيميا والأراضي التابعة لأسرة هابسبورغ في النمسا. وكان للحرب أثار مدمر على السكان المحليين؛ حيث اضطر الناس إلى التحول من البروتستانتية إلى الكاثوليكية. كانت بوهيميا موقعًا لواحدة من أهم حركات ما قبل الإصلاح البروتستانتي، ولا يزال هناك أتباع بروتستانت متبقين في العصر الحديث؛ على الرغم من أنهم لم يعودوا يشكلون الأغلبية بشكل رئيسي لأسباب تاريخية مثل الاضطهاد البروتستانت على يد آل هابسبورغ الكاثوليك، خاصةً بعد معركة الجبل الأبيض عام 1620؛ والقيود خلال الحكم الشيوعي؛ وكذلك العلمنة المستمرة. أدّى ارتباط الكاثوليكية بسلطة هابسبورغ التي لا تُحظى بشعبية في السابق إلى انتشار معاداة الإكليروس ومعاداة الكاثوليكية، وإلى إحياء الشكل التاريخي الأصلي للبروتستانتية التشيكية، ألا وهو الهوسيتية؛ في عام 1920 انفصل الهوسيين عن الكنيسة الكاثوليكية مع حوالي 10% من رجال الدين الكاثوليك سابقًا وقاموا بإنشاء الكنيسة الهوسية التشيكوسلوفاكية، تم دعم الكنيسة التشيكوسلوفاكية من قبل حكومة الرئيس الأول لتشيكوسلوفاكيا، توماس ماساريك (1850-1937). وبحلول عام 1950 كان حوالي 10.6% من التشيك أعضاء في الكنيسة الهوسية التشيكوسلوفاكية.
خلال حقبة جمهورية تشيكوسلوفاكيا الاشتراكية، تم تثبيط جميع الأديان من قبل الحكومة؛ وفقدت الكنائس البروتستانتية التشيكية العديد من أعضائها (فقدت الكنيسة التشيكوسلوفاكية 80% من أتباعها بسبب الإضطهاد)، واستمرت في التراجع بعد استعادة الديمقراطية بعد عام 1989. حالياً تُعد البروتستانتية أقلية صغيرة في البلاد بنسبة 1% في عام 2010، منهم 0.5% منضمين إلى الكنيسة الإنجيلية الإخوة التشيك، وحوالي 0.4% إلى الكنيسة الهوسية التشيكوسلوفاكية، وحوالي 0.1% إلى كنيسة سيليزيا الإنجيلبة اعتراف أوغسبورغ. الكنيسة المورافية والتي ترتبط تاريخيًا بالمنطقة، هي أيضاً موجودة مع عدد قليل من الأعضاء.

## الوضع الديني

### المعتقدات

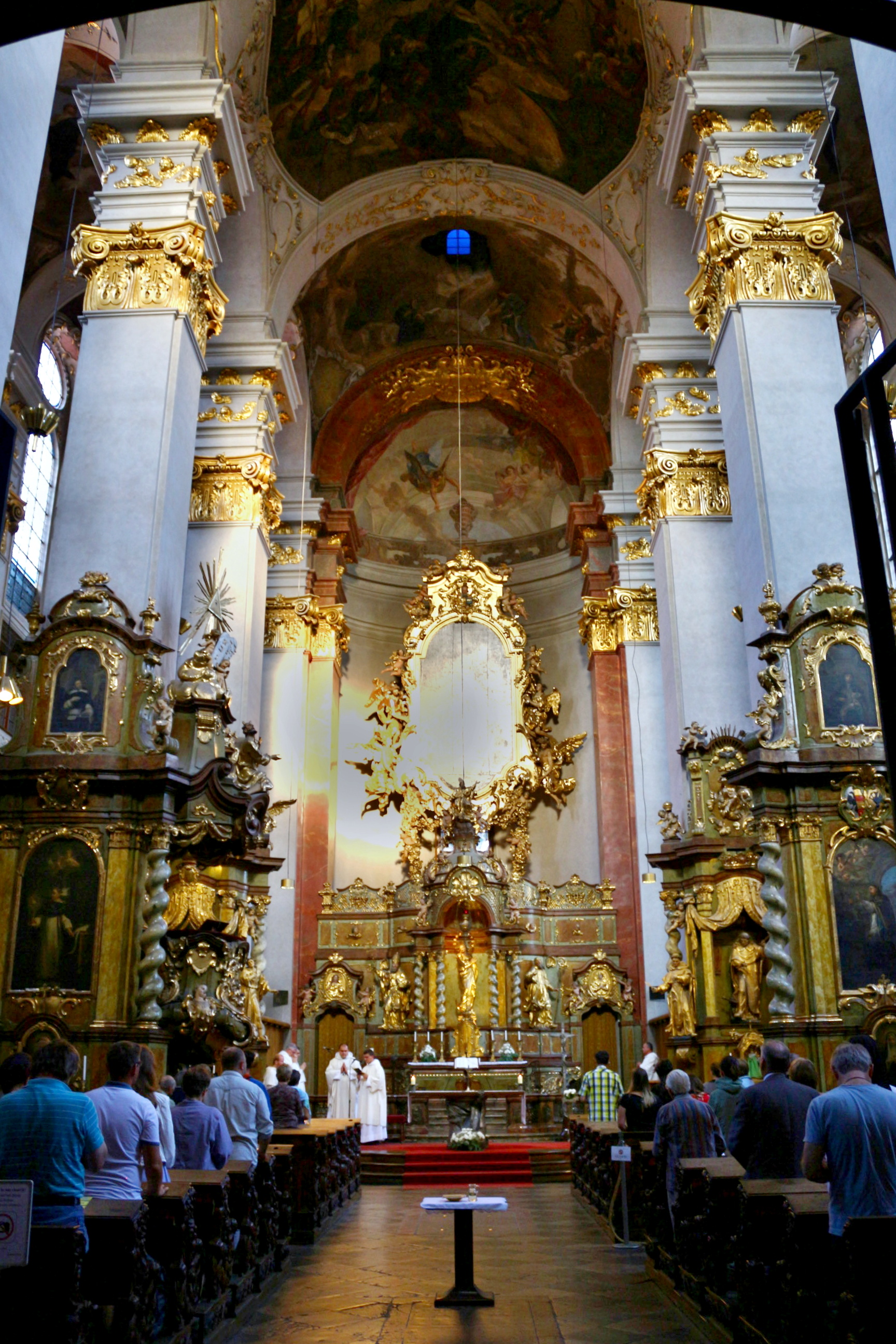
كاثوليك يؤدون الصلوات في كنيسة القديس جيلس في مدينة براغ.

وجدت دراسة قامت بها مركز بيو للأبحاث عام 2015 أنَّ حوالي 29% من التشيكيين يؤمنون في الله، وحوالي 23% منهم يعتبرون للدين أهميَّة في حياتهم، وقد وجدت الدراسة التي قامت بها مركز بيو للأبحاث عام 2015 أنَّ حوالي 22% من التشيكيين الكاثوليك يُداومون على حضور القداس على الأقل مرة في الأسبوع، بالمقارنة مع 14% يُداومون على على حضور القداس على الأقل مرة في الشهر أو السنة. في حين أنَّ 32% من التشيكيين الكاثوليك يُداومون على الصلاة يوميًا.

### الإلتزام الديني
وقد وجدت الدراسة أيضًا أنَّ حوالي 41% من التشيكيين الكاثوليك يُداوم على طقس المناولة ويصوم حوالي 51% خلال فترات الصوم. ويقدم حوالي 13% منهم الصدقة أو العُشور، ويقرأ حوالي 25% الكتاب المقدس على الأقل مرة في الشهر، في حين يشارك 29% معتقداتهم مع الآخرين. ويملك حوالي 75% من التشيكيين الكاثوليك أيقونات مقدسة في منازلهم، ويضيء حوالي 57% الشموع في الكنيسة، ويرتدي 46% الرموز المسيحيَّة. عمومًا حصل حوالي 94% من مجمل التشيكيين الكاثوليك على سر المعمودية.

### الهوية
قال حوالي 21% من التشيكيين أن كون المرء مسيحيًا هو جزءًا «هامًا ومركزي» أو إلى «حد ما» من الهوية الوطنية. ينقسم التشيكيين الكاثوليك بين أولئك الذين يقولون أن جوهر هويتهم المسيحيَّة هي في المقام الأول مسألة دينيَّة (37%)، وأولئك الذين يقولون أن هويتهم المسيحيَّة مرتبطة أساسًا بالتقاليد العائلية أو الهوية الوطنية (49%)، وأولئك الذين يقولون أنَّ هويتهم المسيحيَّة هي مزيج من الدين والتقاليد العائلية أو الهوية الوطنية (12%).
بحسب الدراسة أعرب حوالي 86% من التشيكيين الكاثوليك بأنَّ هويتهم المسيحيَّة هي مصدر فخر واعتزاز بالنسبة لهم، في حين قال 64% من التشيكيين الكاثوليك أنَّ لديهم شعور قوي بالانتماء للمجتمع الكاثوليكي في العالم.

## معرض الصور
صور لمظاهر من الثقافة المسيحية في جمهورية التشيك.

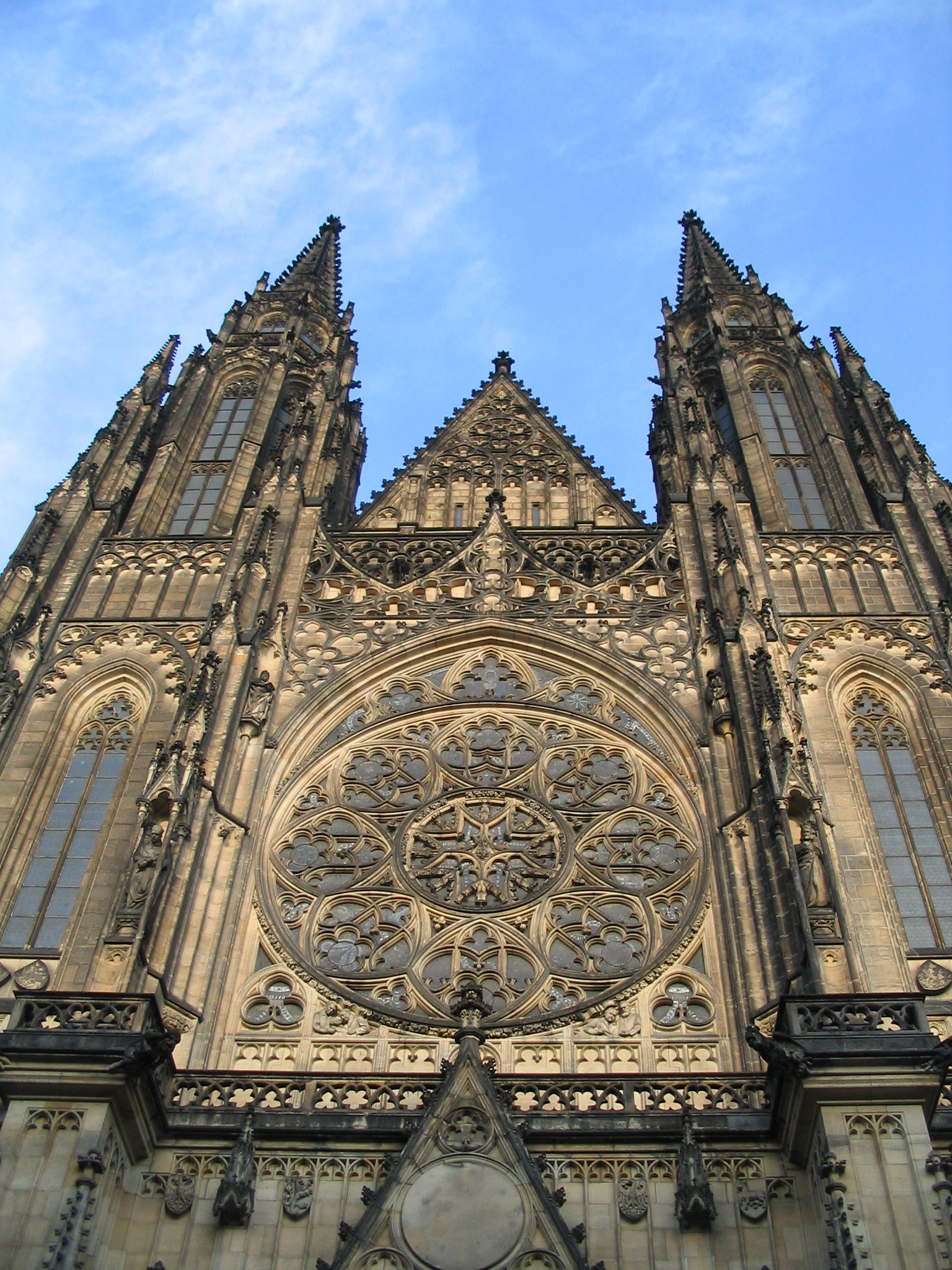
كاتدرائية القديس فيتوس، قلعة براغ.
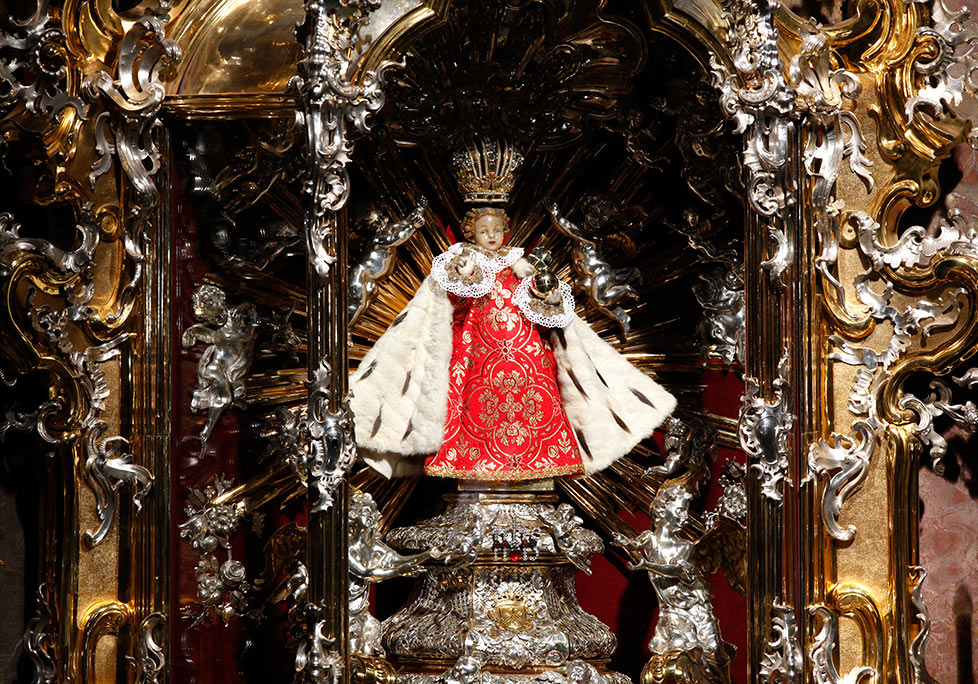
يسوع طفل براغ.
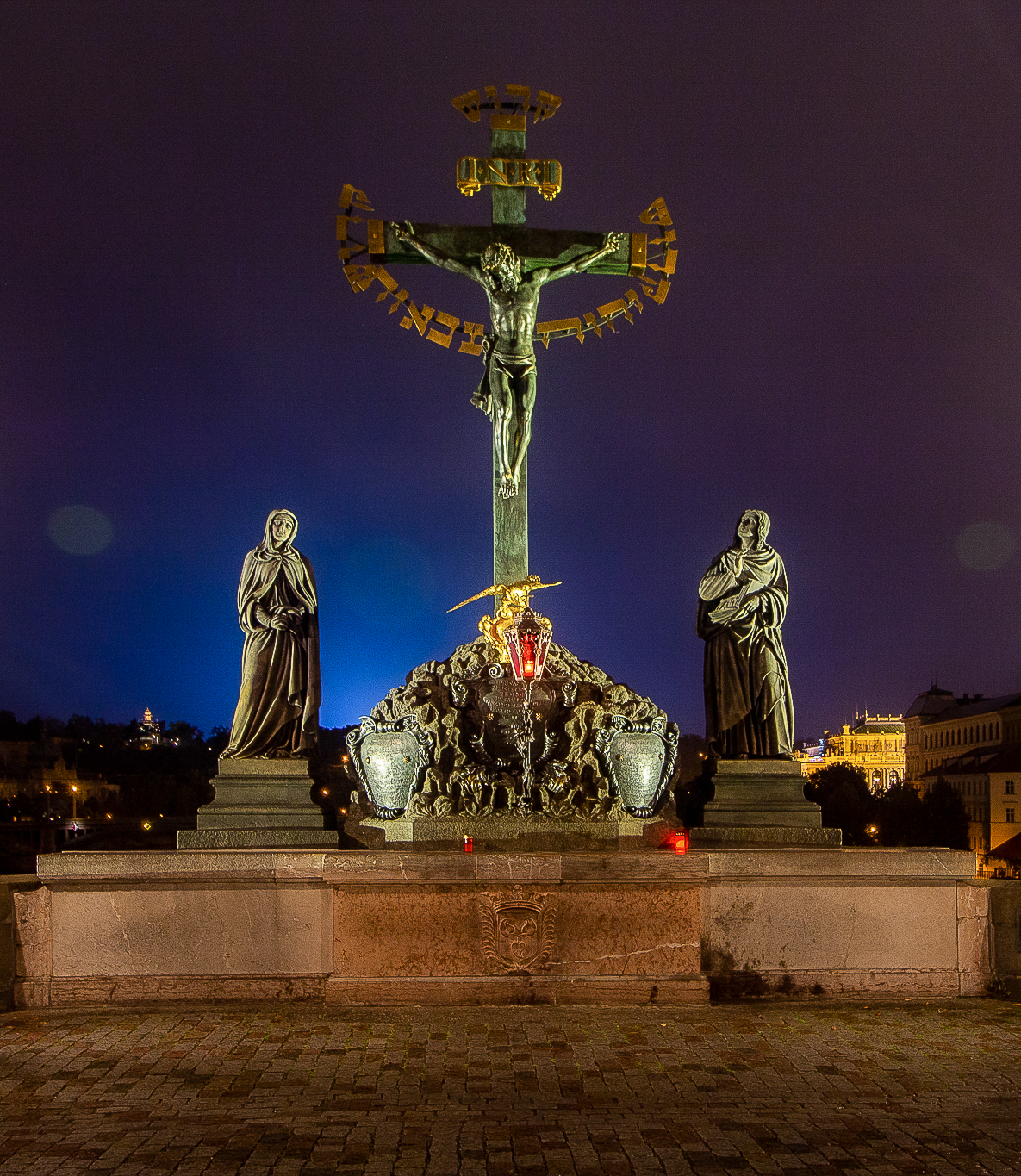
نصب الجلجثة بجسر تشارلز في براغ.
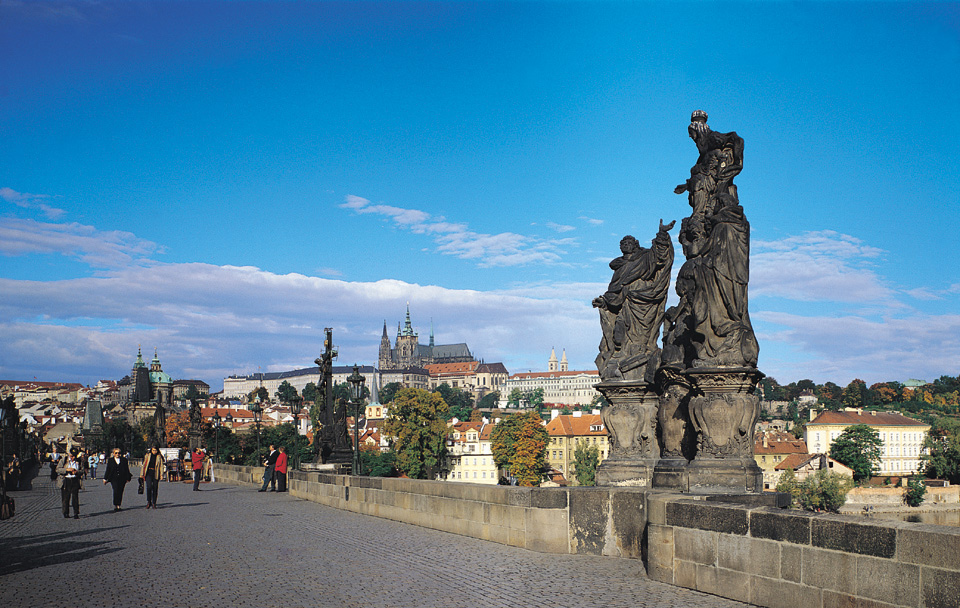
معالم مسيحية في جسر تشارلز.
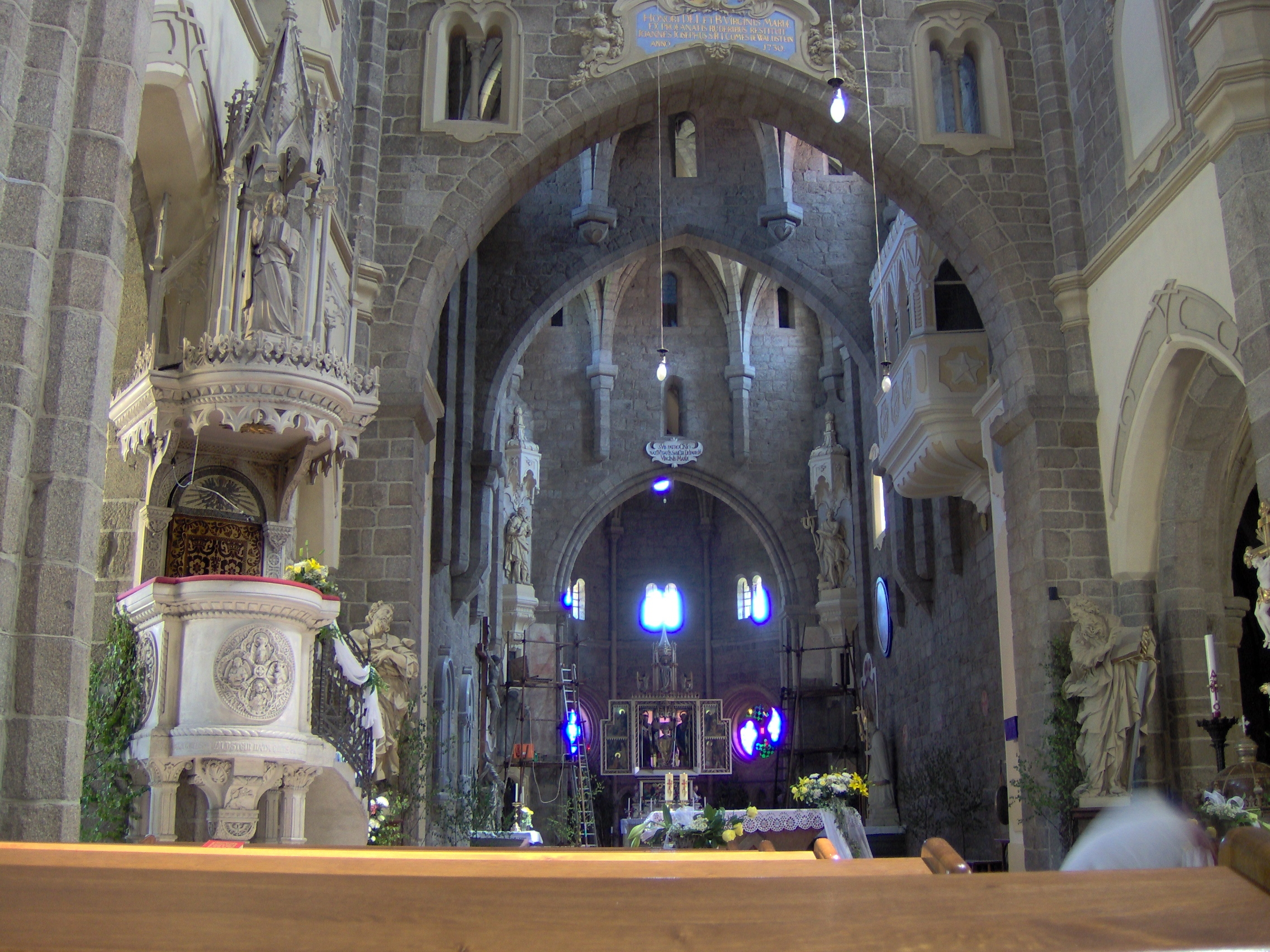
كنيسة القديس بروكوبيوس، وهي من مواقع التراث العالمي.
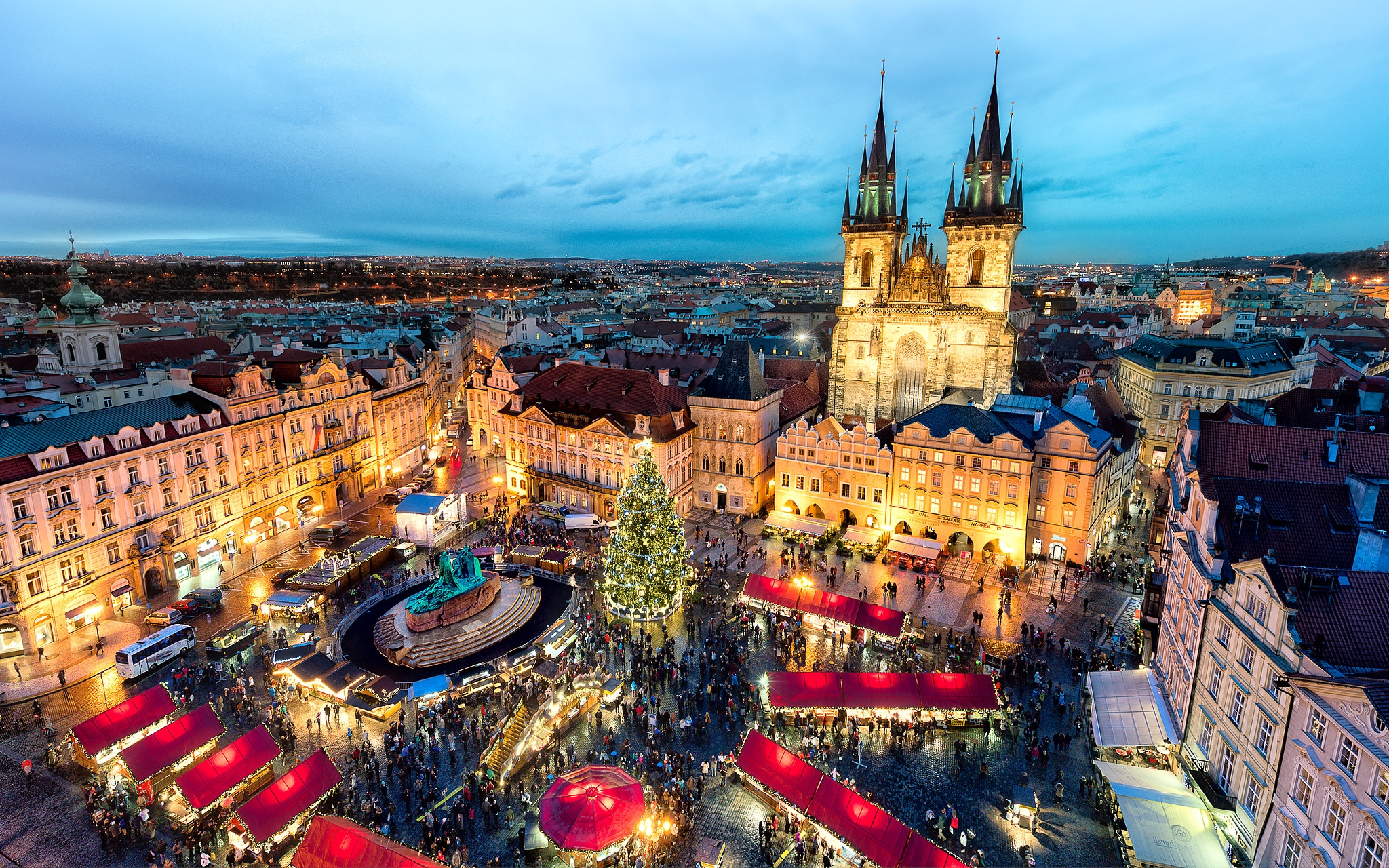
سوق عيد الميلاد، في براغ.
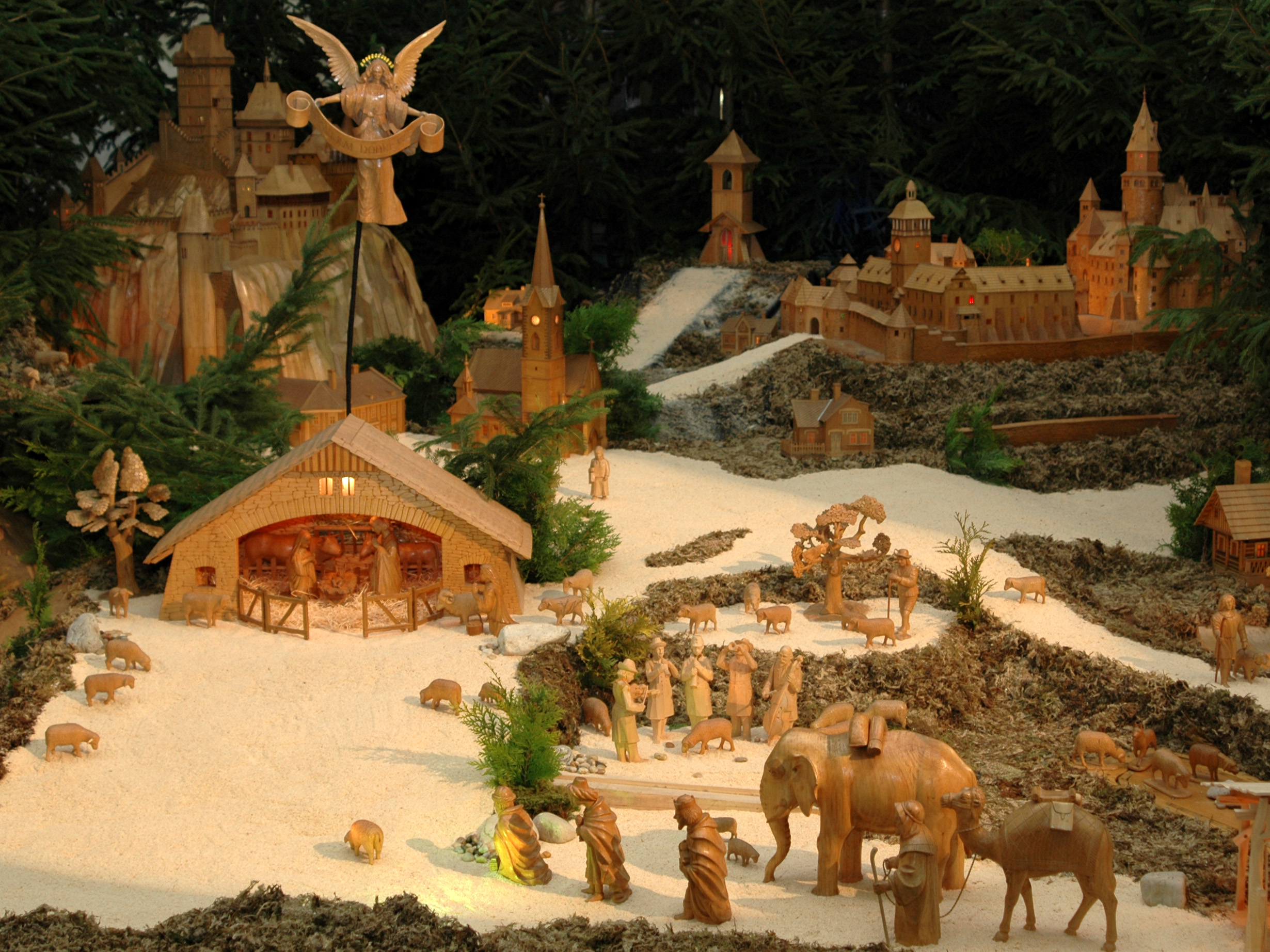
مغارة الميلاد التقليدية التشيكية.
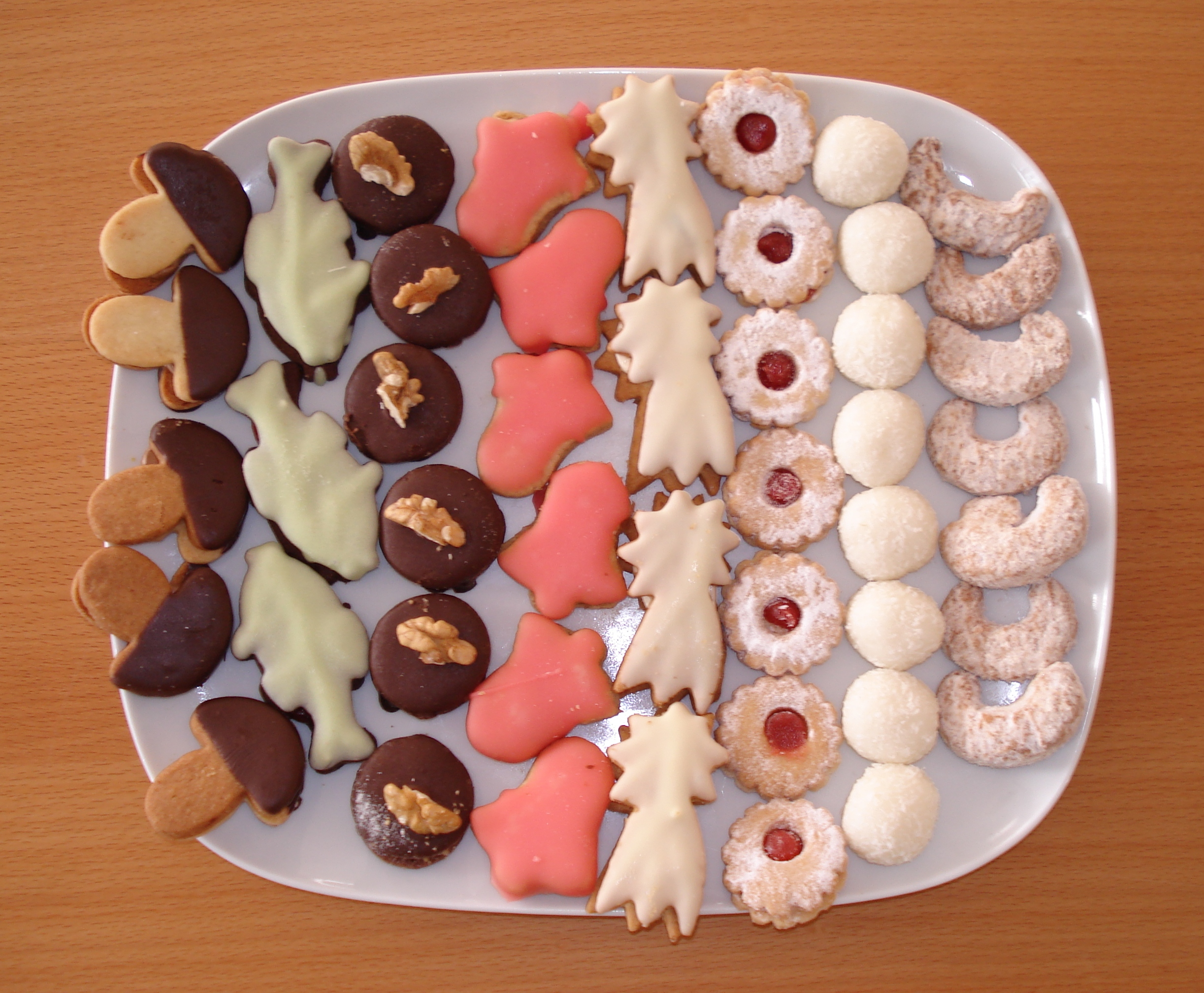
كعك عيد الميلاد تقليدي تشيكي.
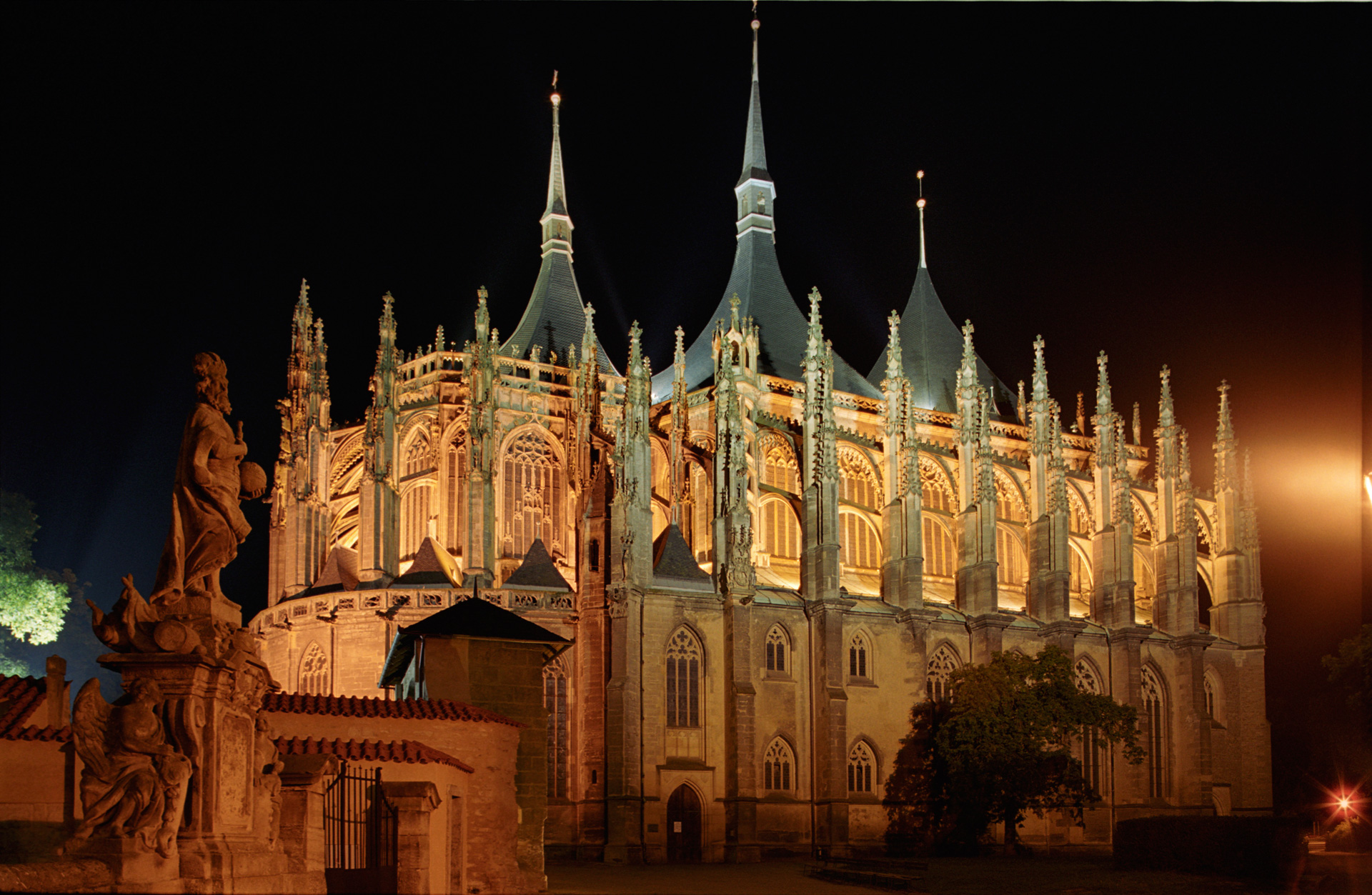
كنيسة القديسة بربارة في كوتنا هورا.
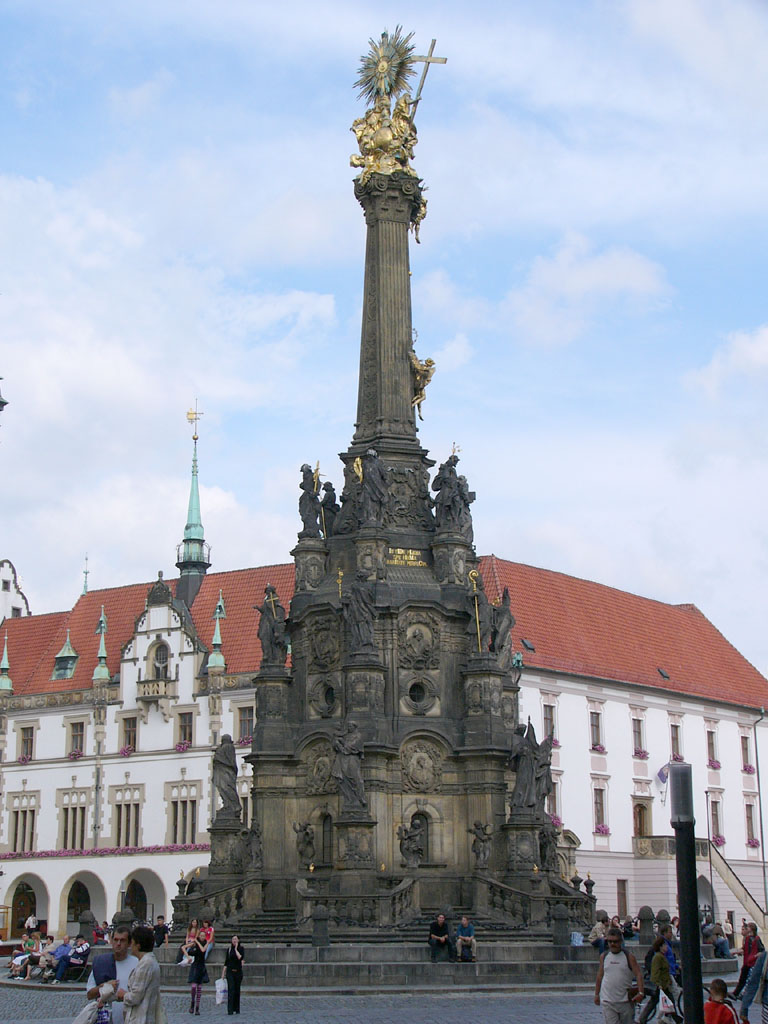
عمود الثالوث المقدس في أولوموتس.